# Église Notre-Dame de la Cambre

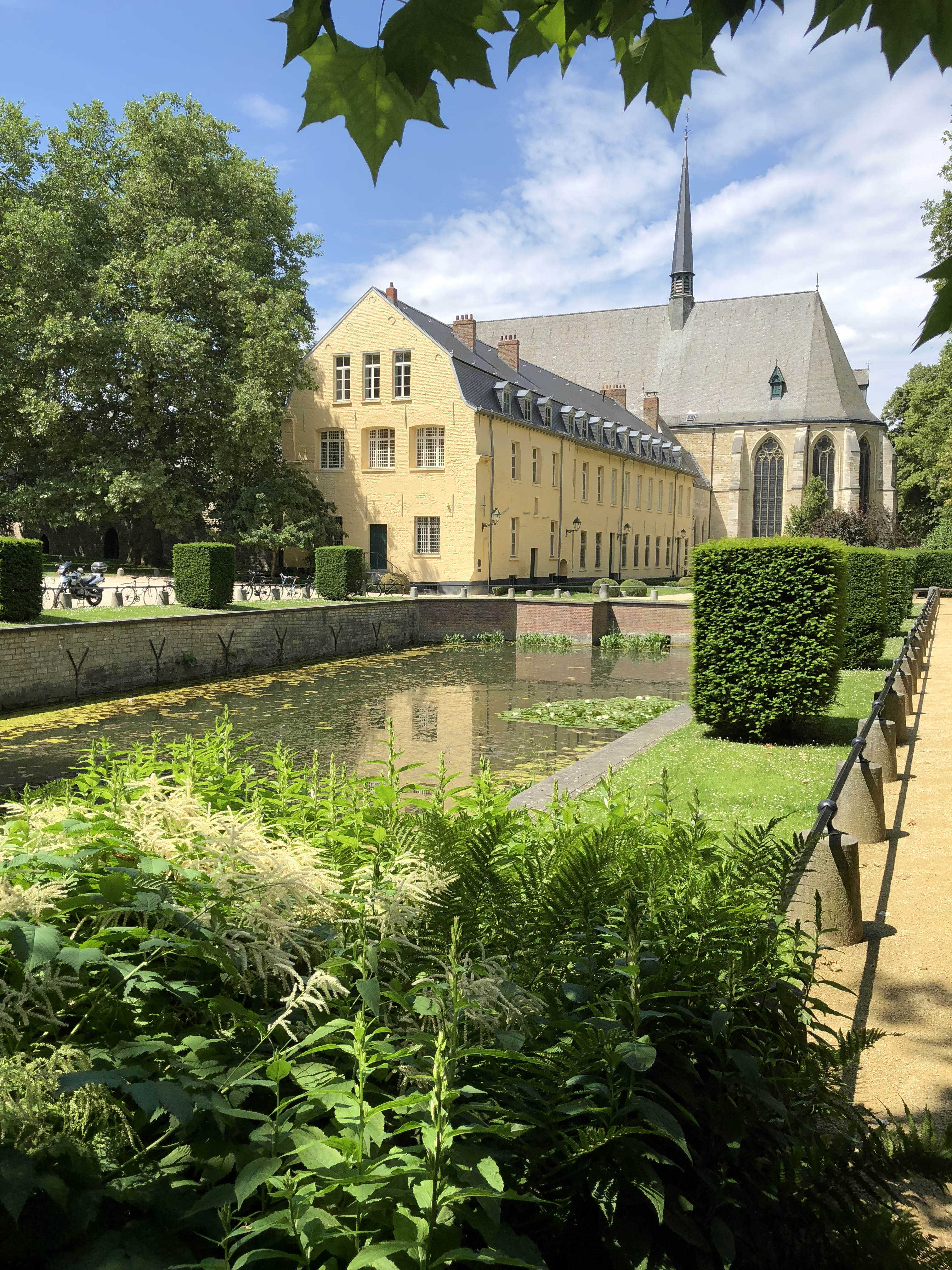
Vue du petit étang avec une des sources du Maelbeek.

Pour les articles homonymes, voir La Cambre et Église Saint-Philippe-Néri.
L'église Notre-Dame de la Cambre (en néerlandais : Onze-Lieve-Vrouw Ter Kamerenkerk), devenue depuis 1927, l'église Notre-Dame de la Cambre et Saint-Philippe Néri (en néerlandais : Onze-Lieve-Vrouw Ter Kameren en Sint-Philippus Nerikerk), est un édifice religieux catholique sis à Ixelles, commune de la Région de Bruxelles-Capitale (Belgique). Ancienne abbatiale cistercienne appartenant au complexe de l'abbaye de la Cambre, l'église est devenue paroissiale en 1921.

## Description
L'église conventuelle est située dans l'angle sud-est de la cour de l'abbaye de la Cambre. Elle comprend une nef unique de 54 m de longueur et de 11 m de large, couverte d'une voûte en bardeau érigée en 1603 et polychromée en 1610. La nef se complète d'un chœur voûté d'ogives daté 1657 et éclairé par cinq fenêtres, et de deux chapelles formant un transept asymétrique voûté de même. Le bras nord date du XVe siècle, tandis que la partie méridionale a conservé sa voûte primitive et deux fenêtres du début du XIVe siècle. L'église appartient à l'époque de transition entre le style gothique rayonnant et le style gothique flamboyant.

## Décoration
Le gâble de la façade est décoré de feuilles de chou frisé et terminé par un fleuron. Dans la partie supérieure du mur, trois niches trilobées avec quatre statues sont encastrées. Le chemin de croix peint et les cartons de verrières sont de Anto Carte, les autres vitraux sont de Strebelle et de Navez. La Vierge à l'Enfant est de Brenaeker. La Tête de Christ couronnée d'épines est l'œuvre d'Albert Bouts.

## Galerie

### L'église

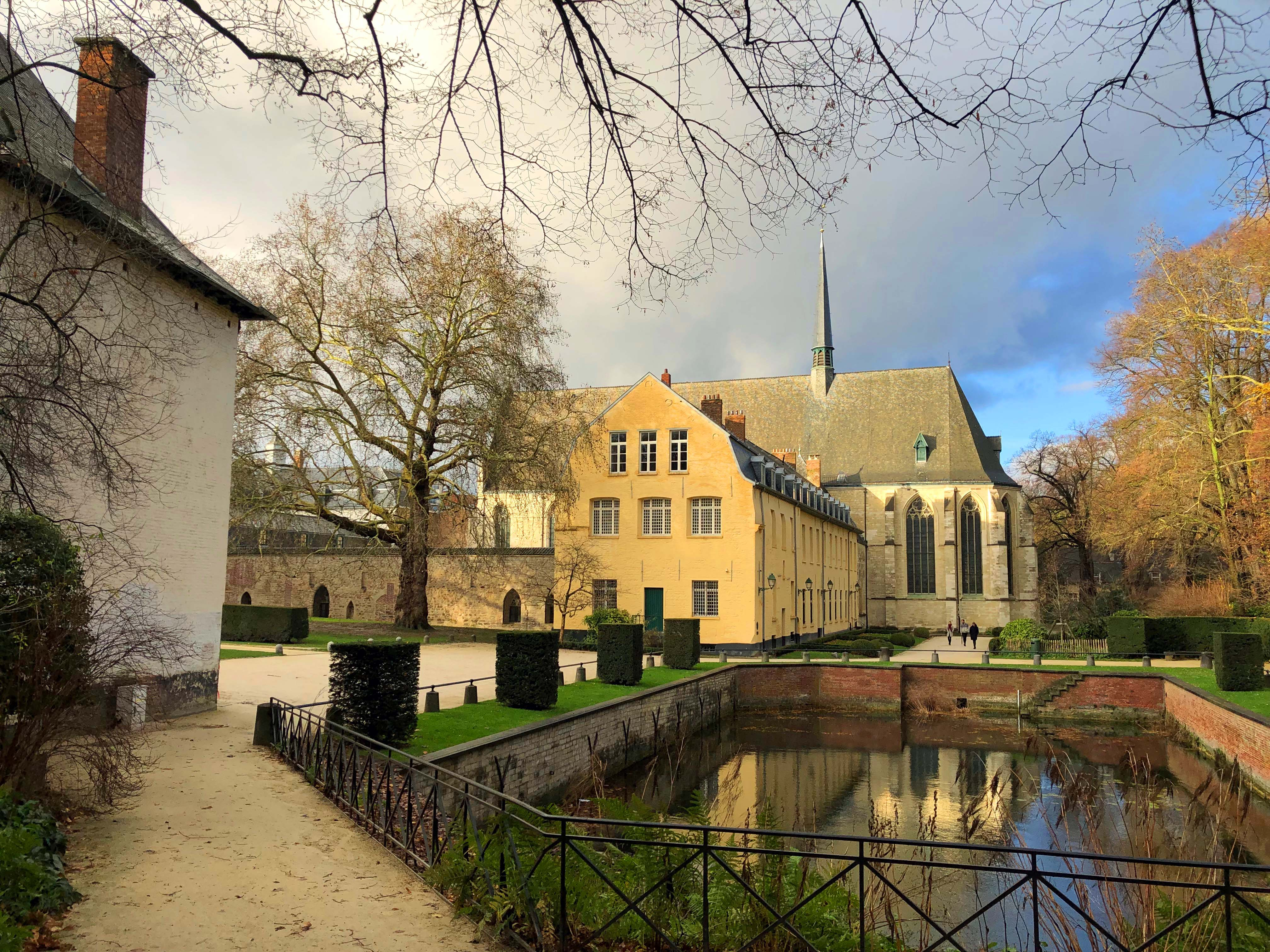
L'église vue côté jardin public
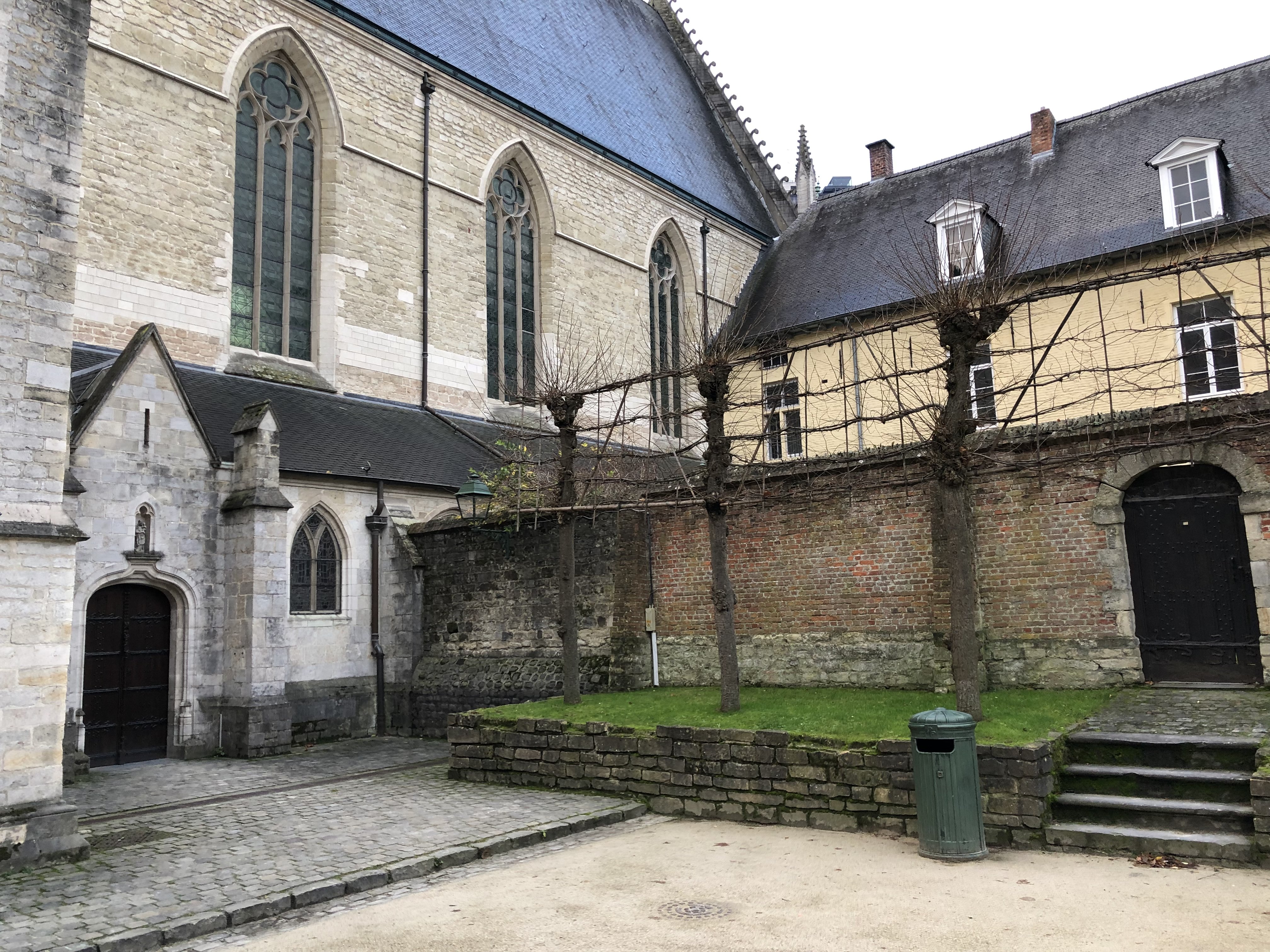
L'église vue côté transept nord et jardin privé

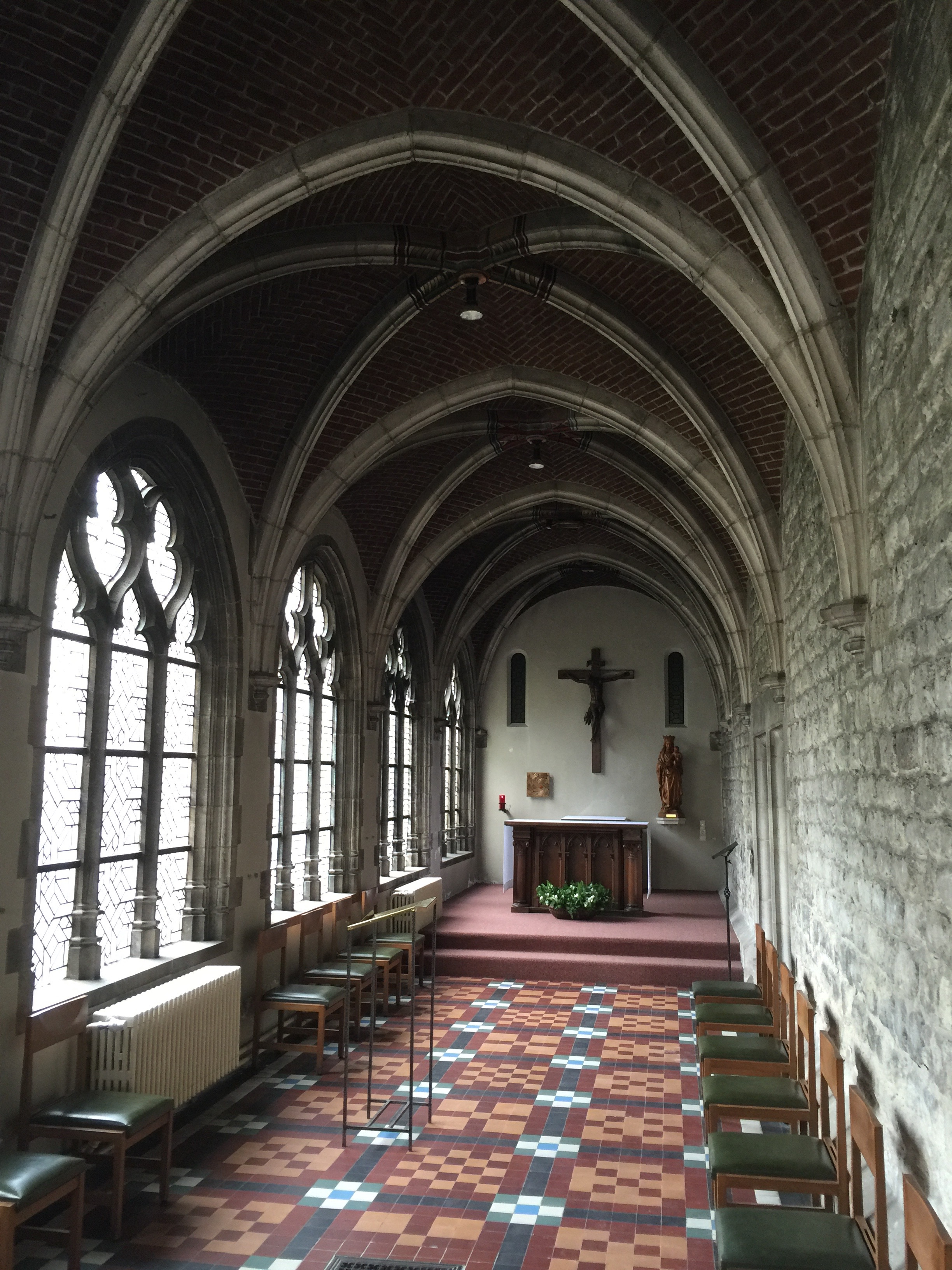
Sorte de petit cloître du XVe siècle fortement restauré, aménagé en chapelle au milieu du XXe siècle
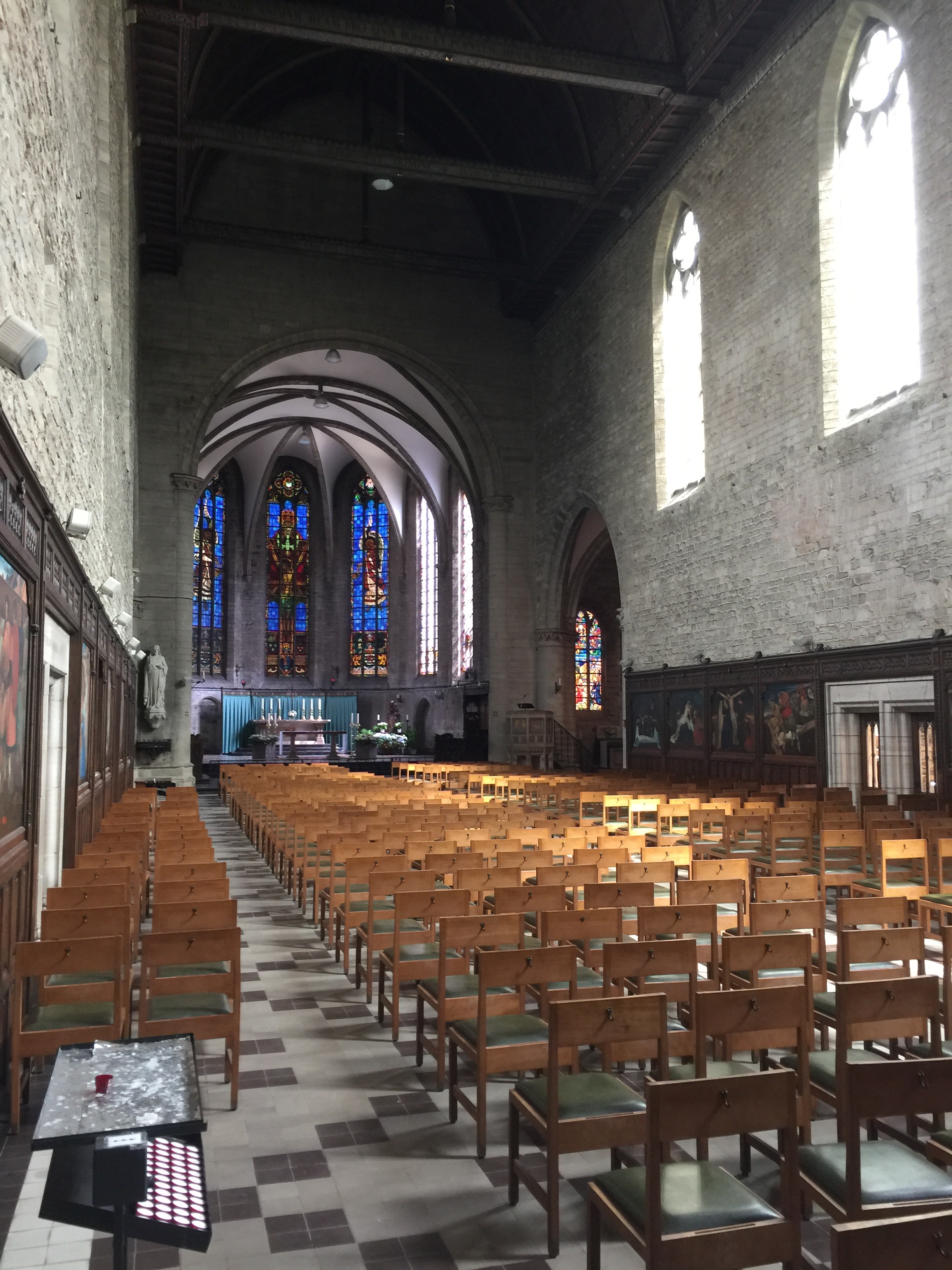
La nef et, à droite, vue sur le véritable cloître installé au sud de l'église
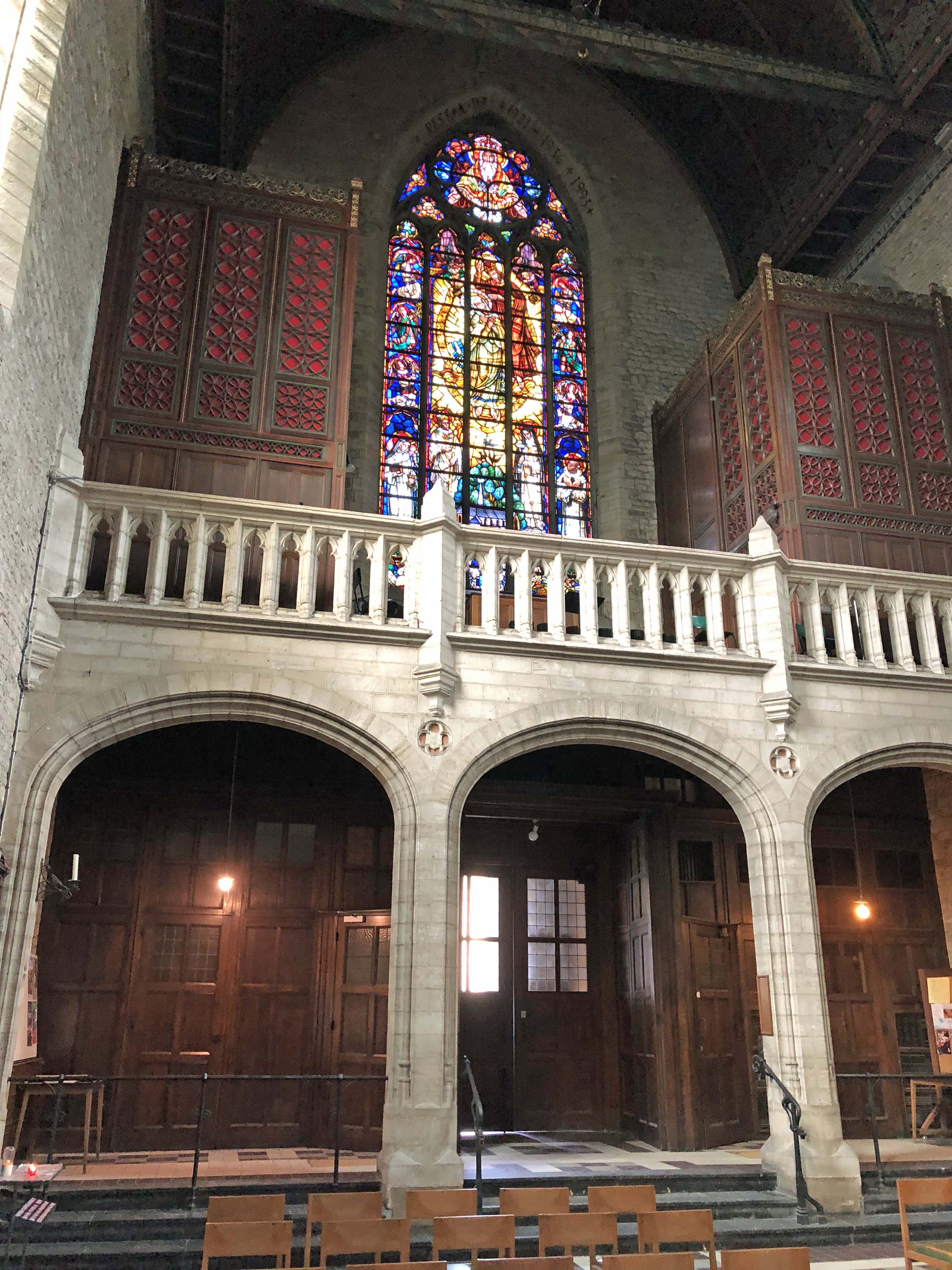
Le jubé
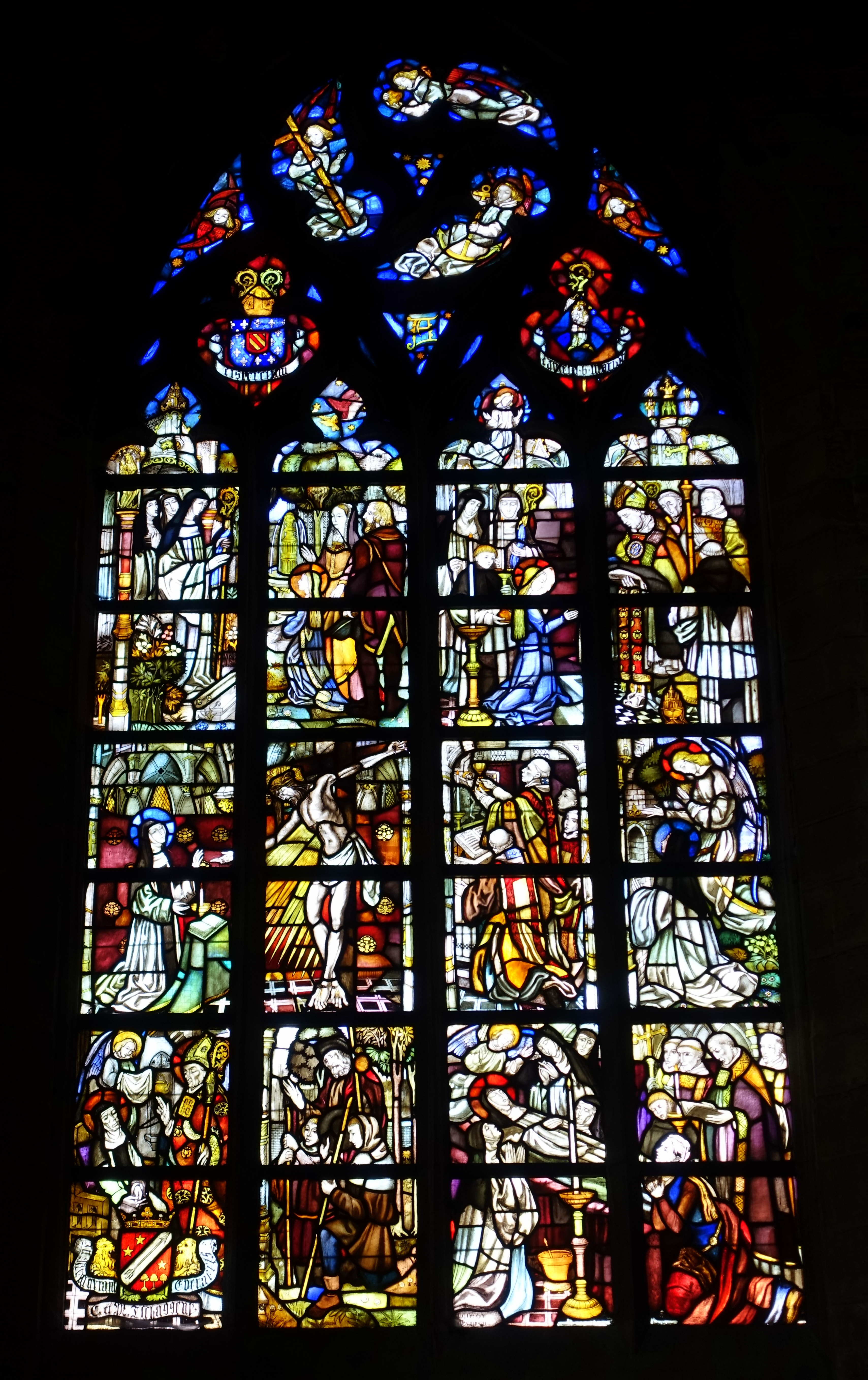
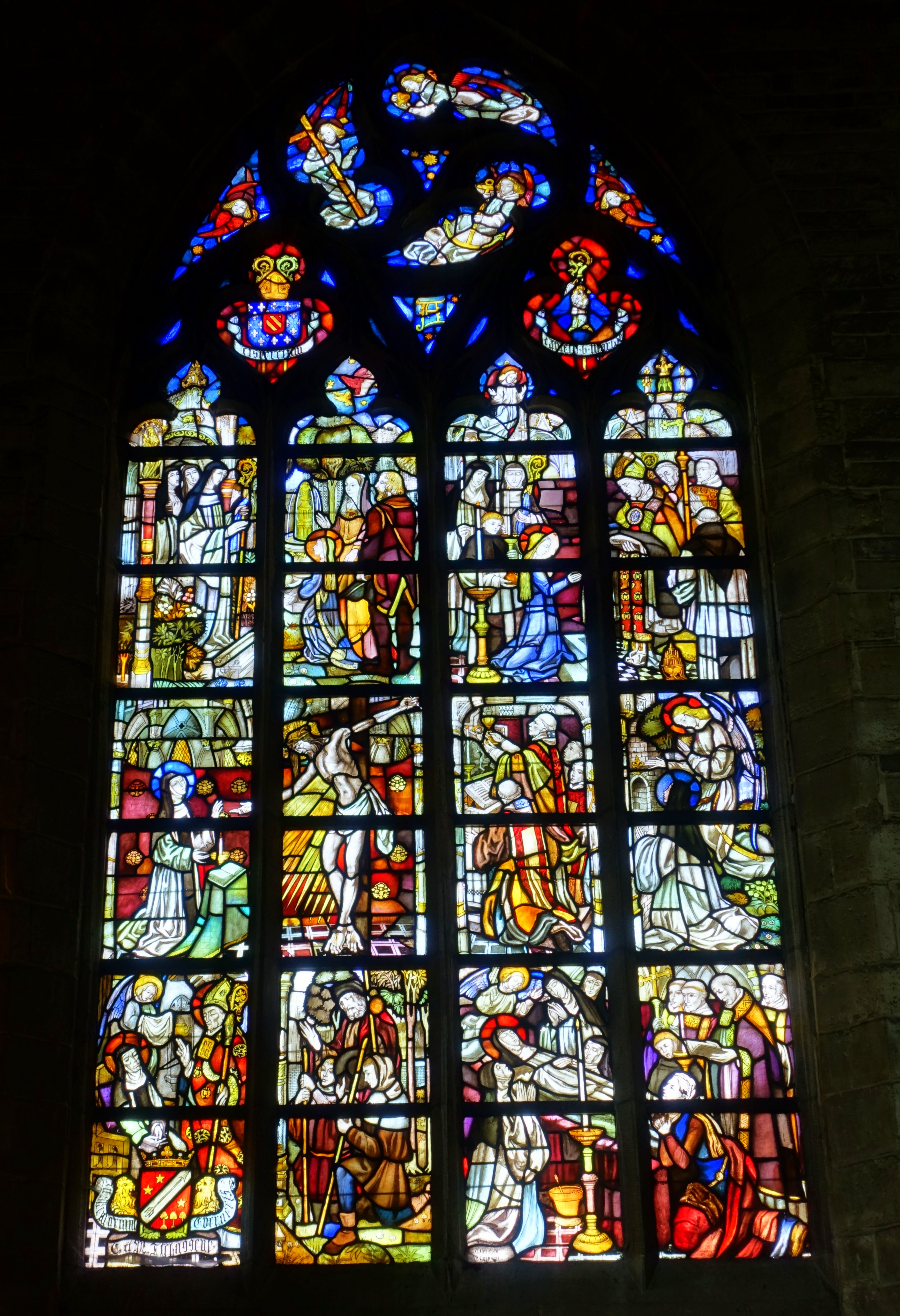
Les vitraux
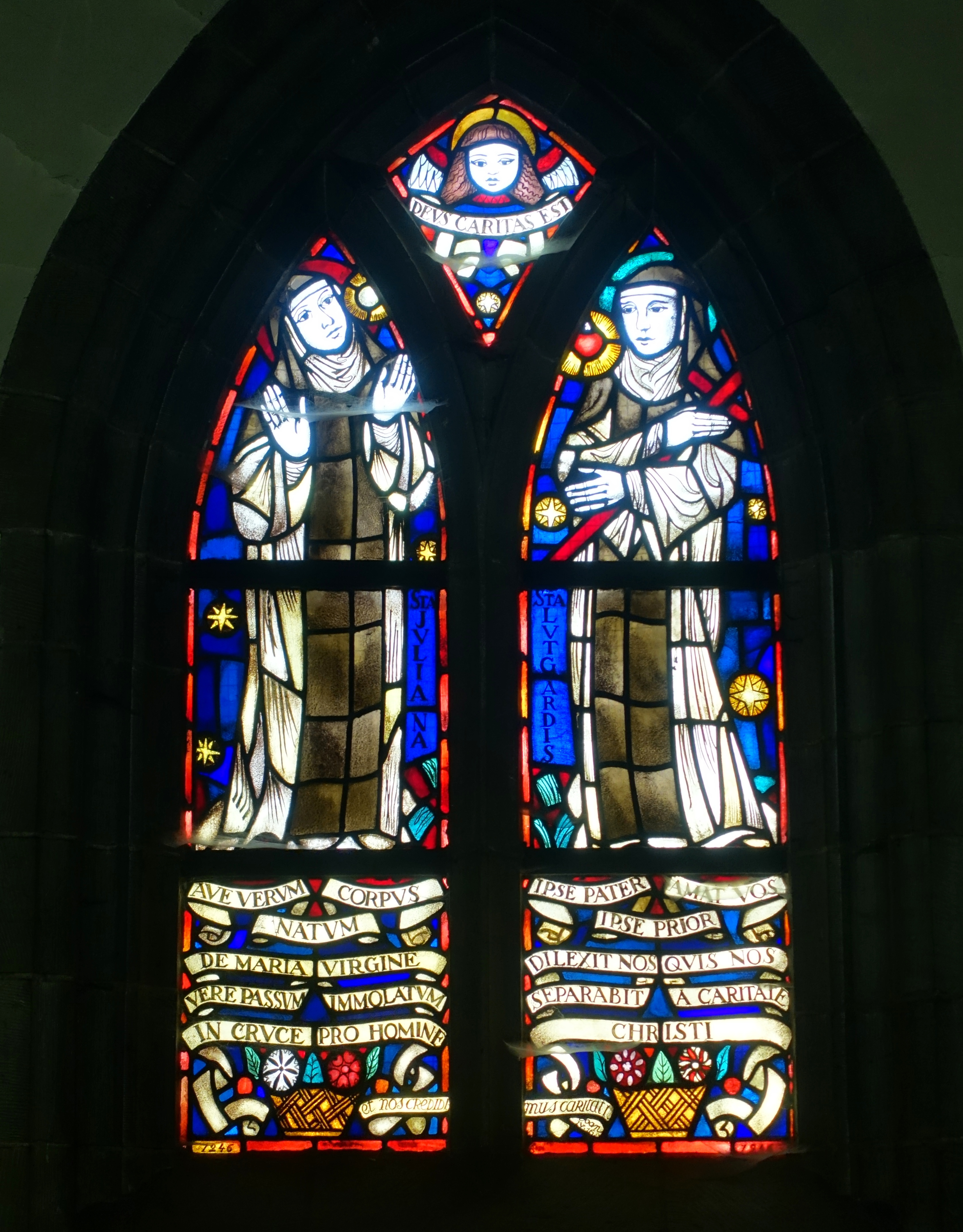
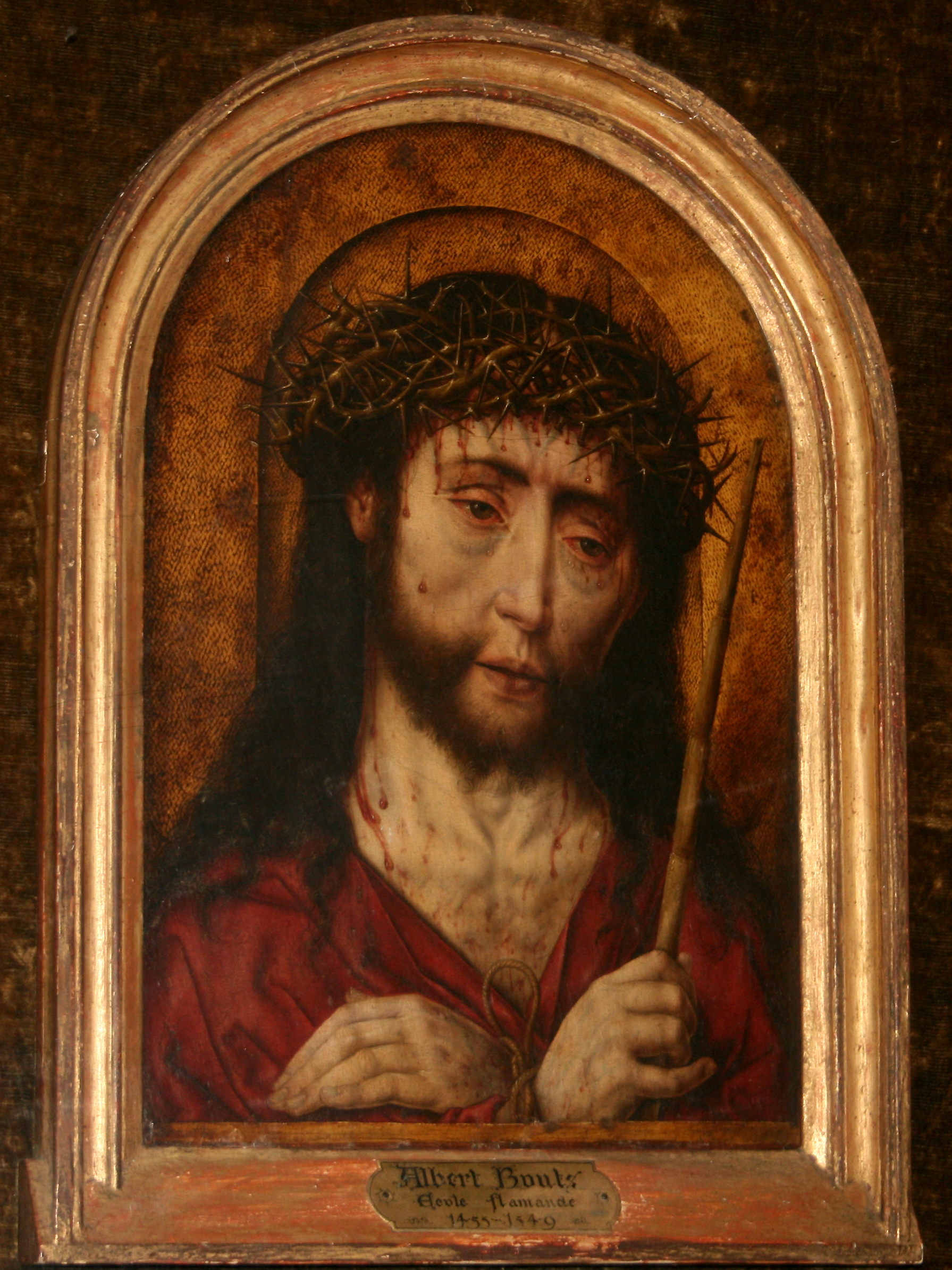
Tête de Christ couronnée d'épines
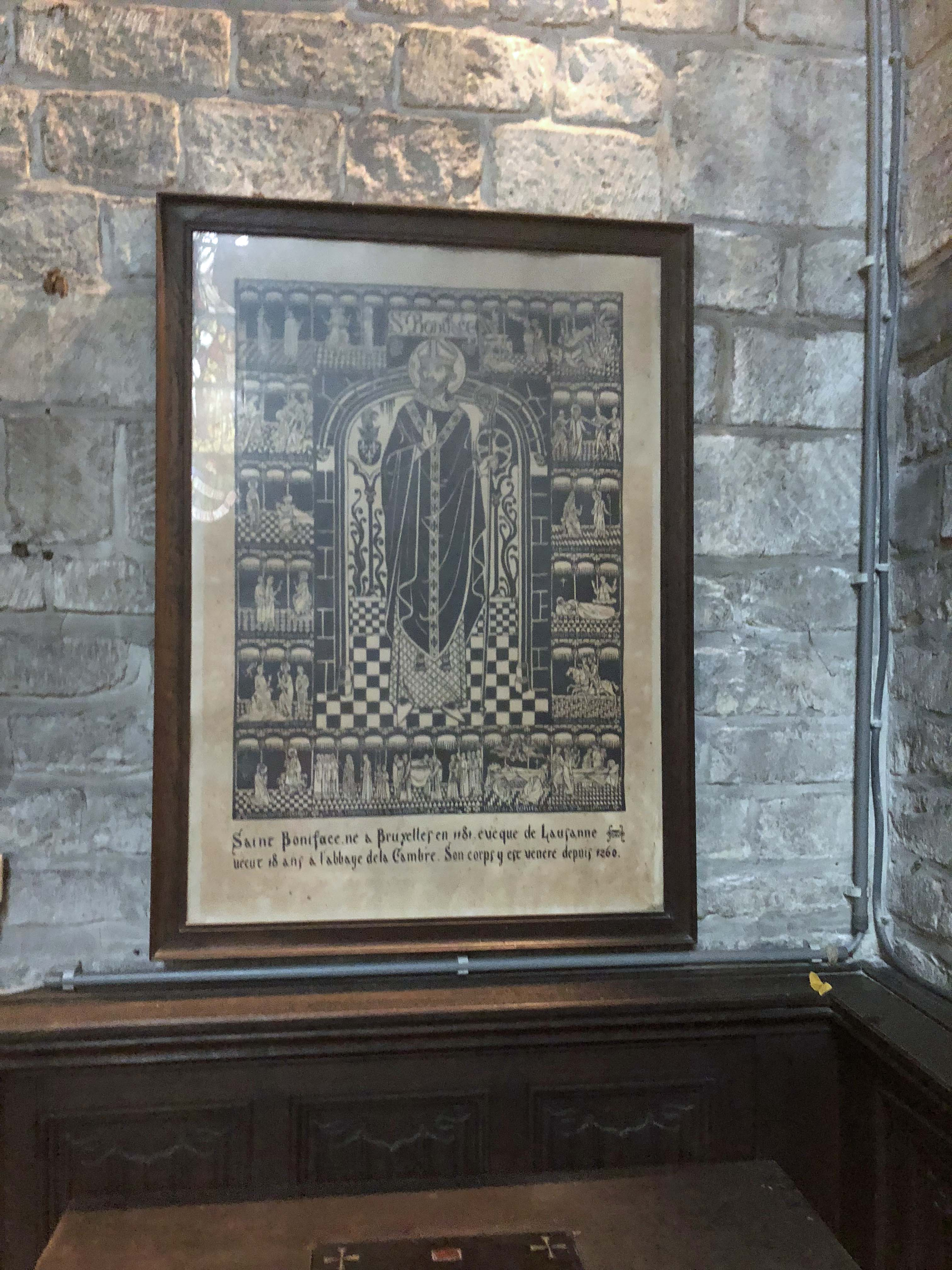
Saint Boniface
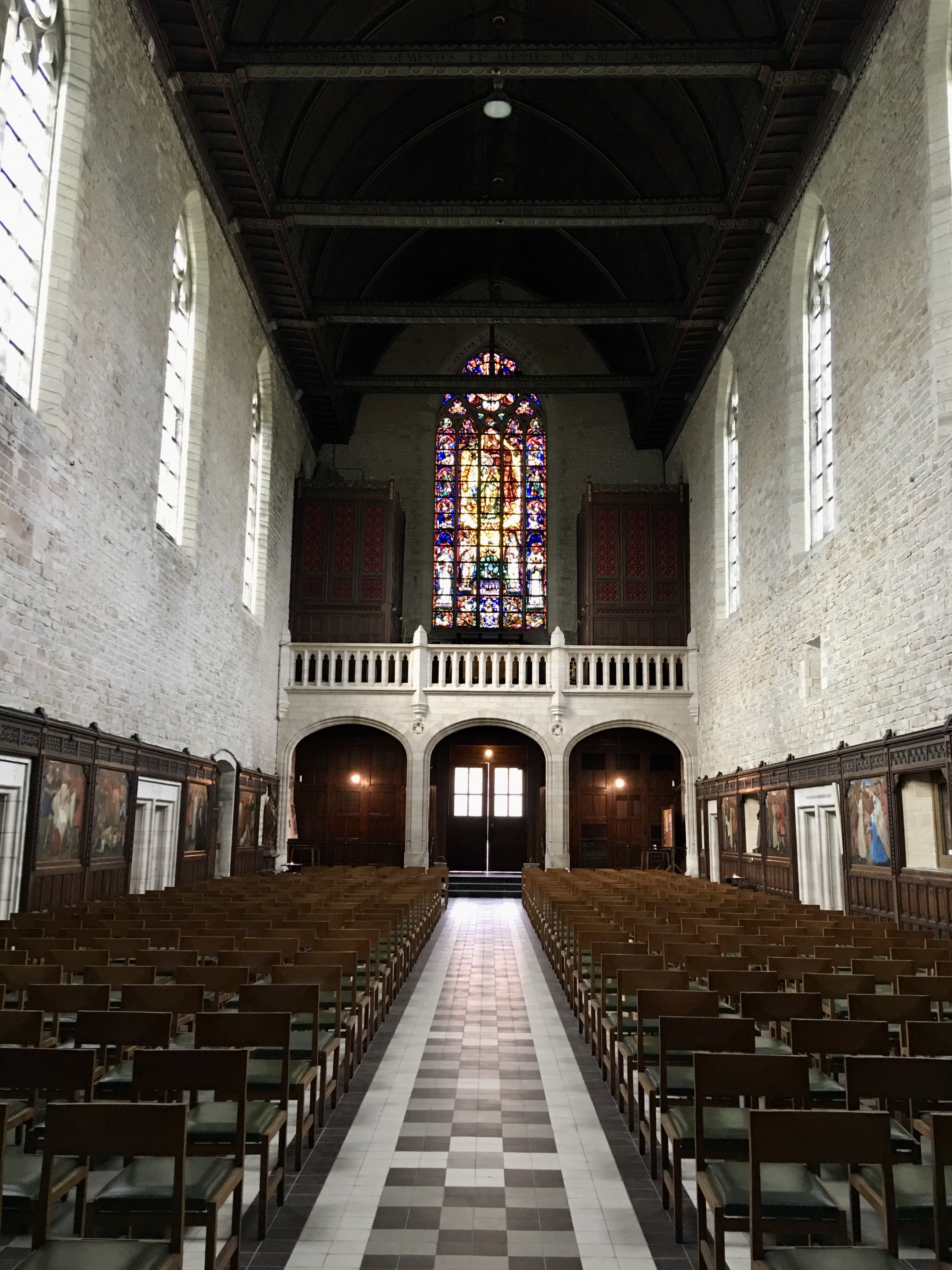
Vue de l'intérieur

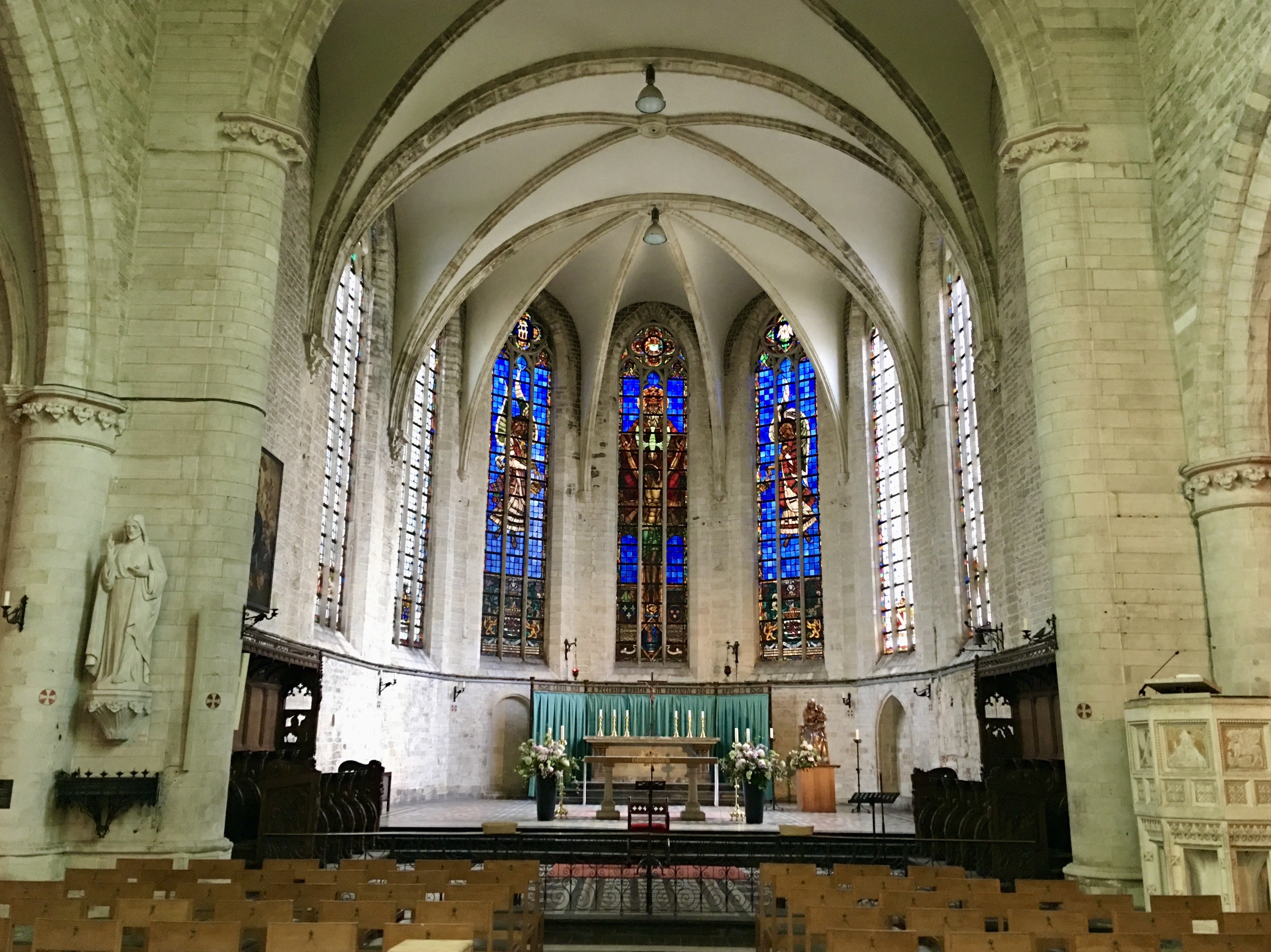
Vue de l'intérieur

### Le cloître

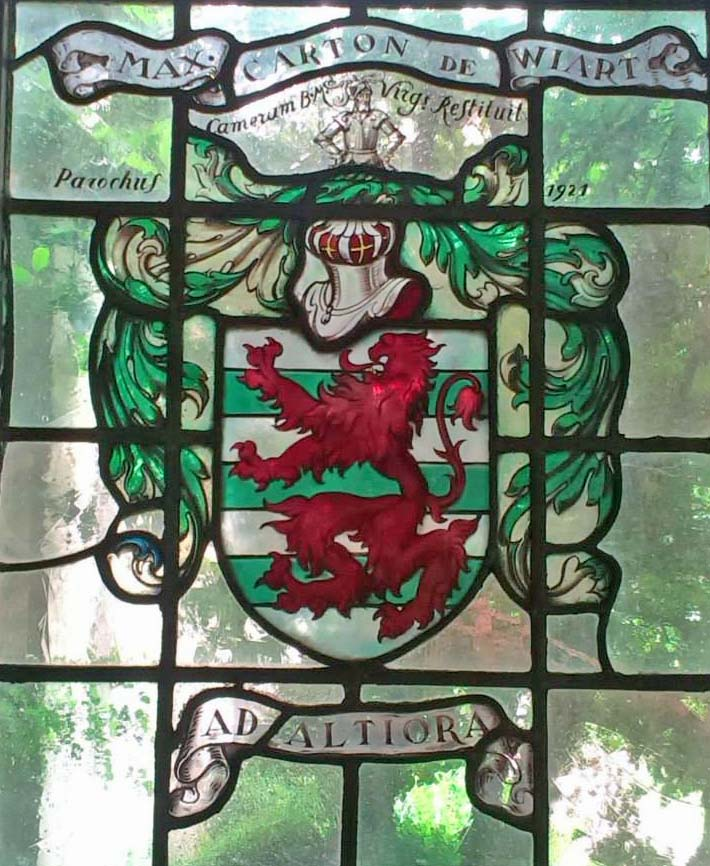
Armes de Maxime Carton de Wiart, curé de Notre Dame de l'abbaye de la Cambre et Saint-Philippe de Néri.

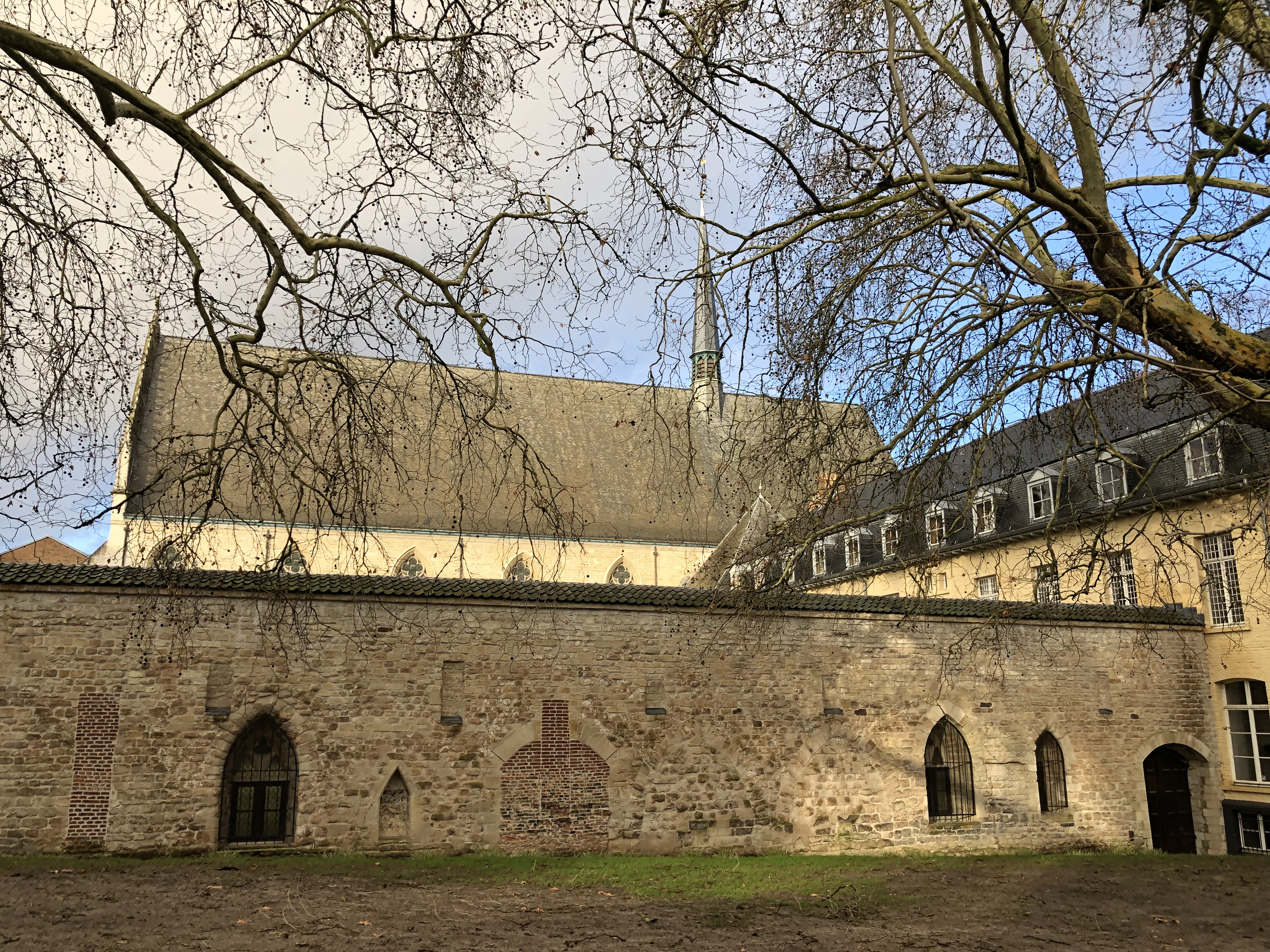
Dans le mur sud du cloître on voit encore des fenestrelles et la fontaine claustrale formée de deux grands arcs aveugles du XIIIe siècle.

Le cloître se trouve au sud de l'église comme le voulait la règle cistercienne. Il fut reconstruit en 1599. Selon Émile Poumon, il fut édifié dans la seconde moitié du XVIIe siècle, et pour une grande part, reconstruit en 1932-1934. Les fenêtres des galeries ont des vitraux avec les armoiries des abbesses ou des blasons de quelques religieuses nobles.

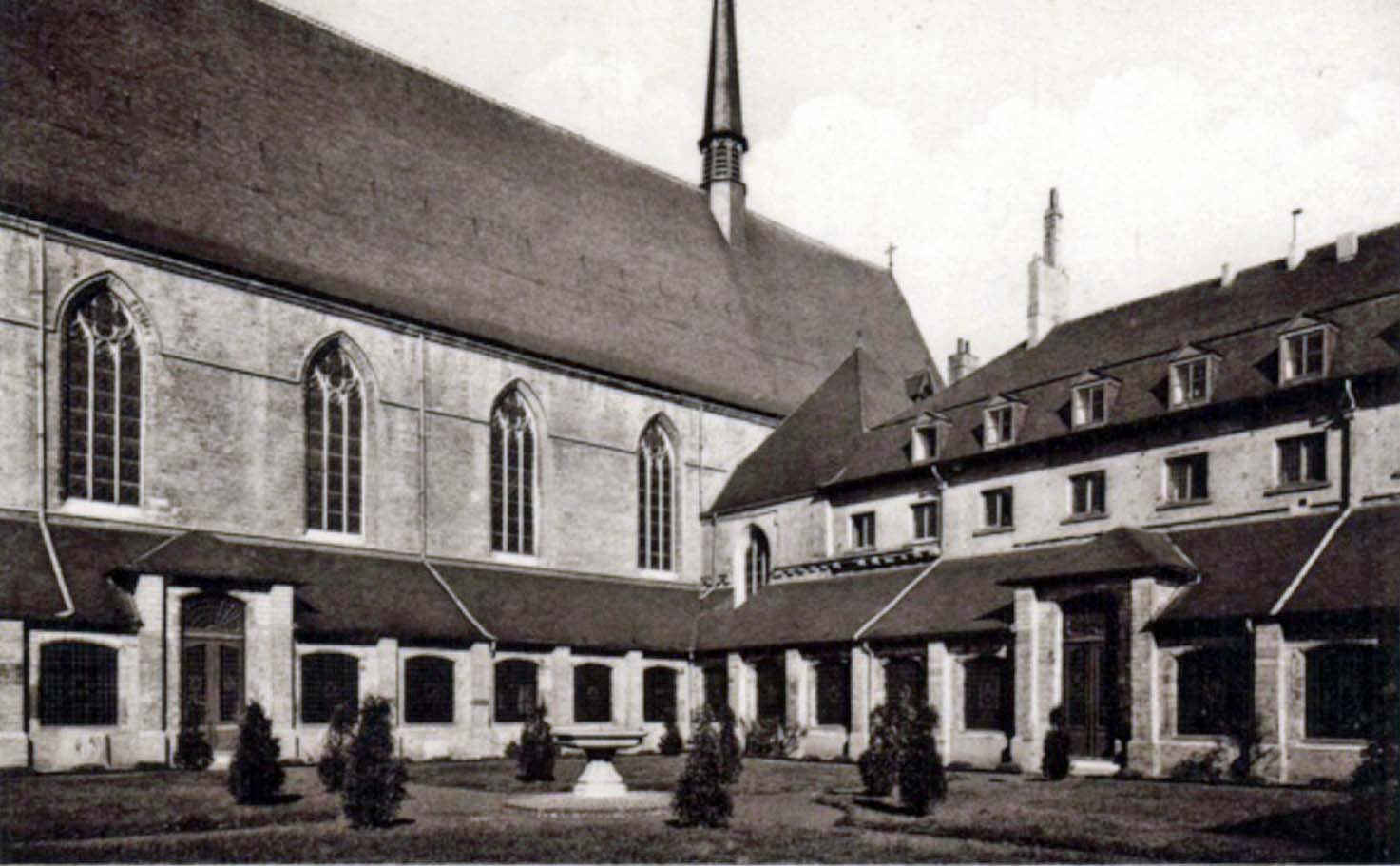
Photo argentique : par rapport aux autres photos des bâtiments figurant dans cet article, c'est la seule qui ne déforme pas la perspective.

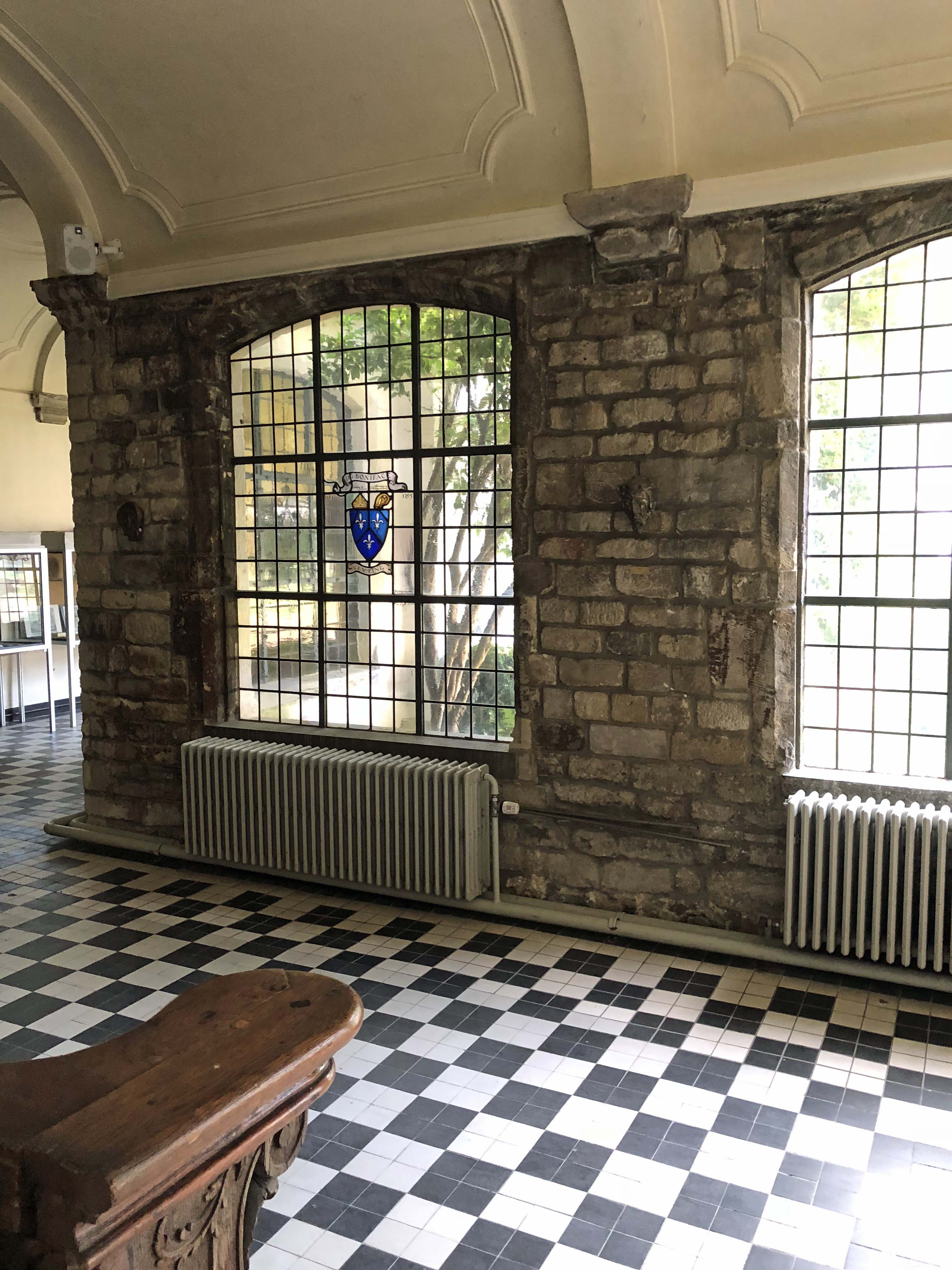
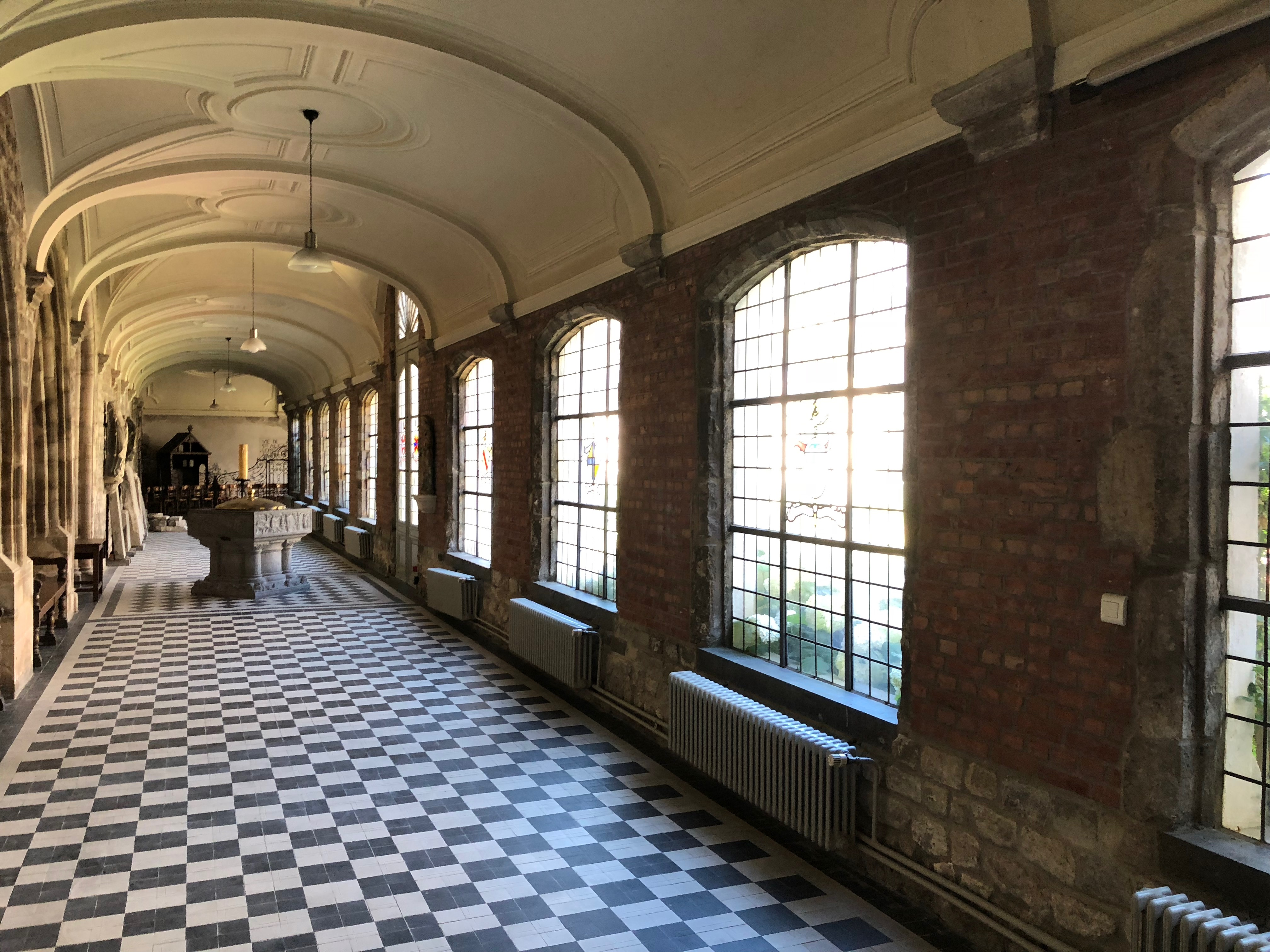
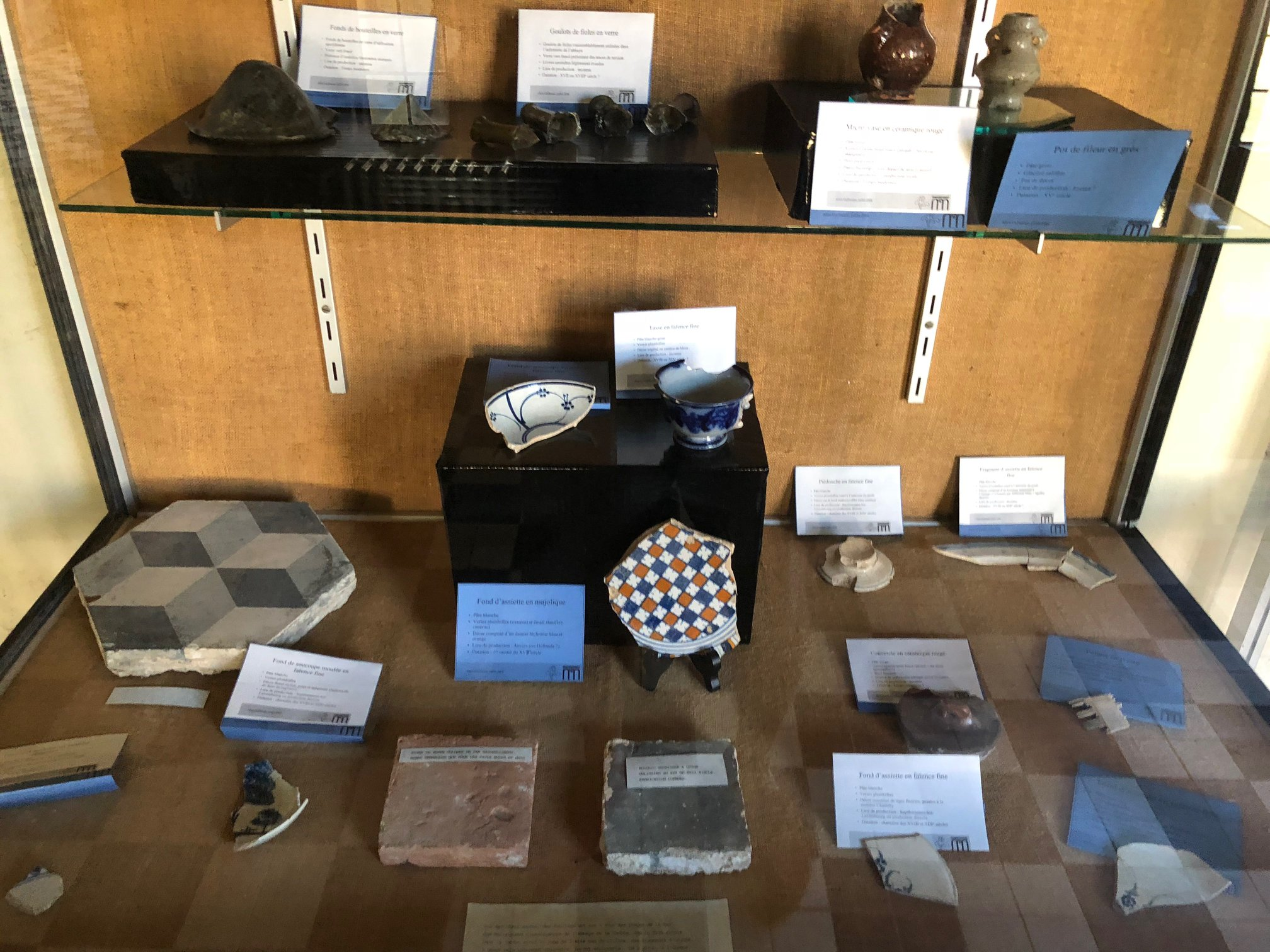
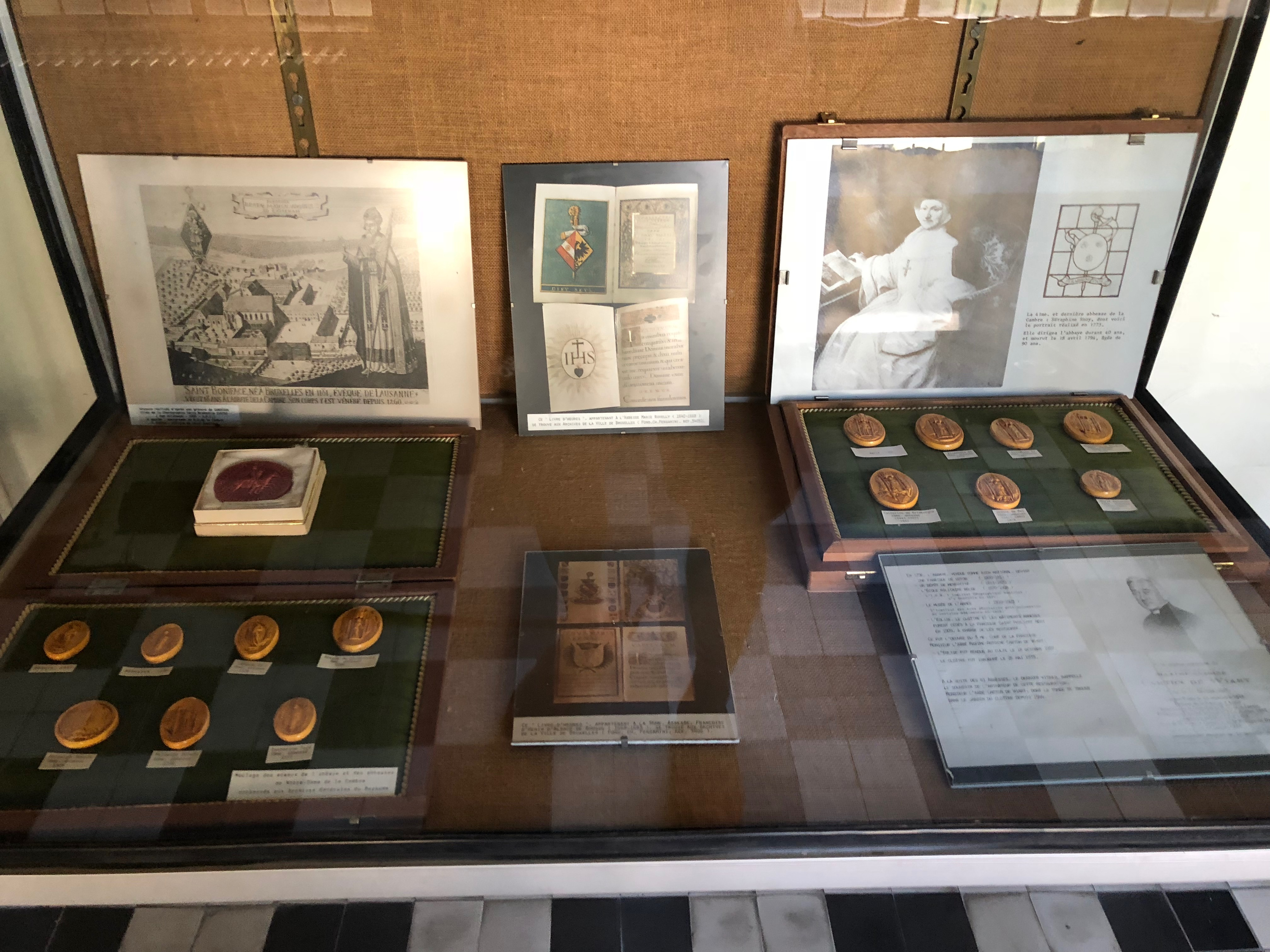

Quelques vitraux aux armes des abbesses :

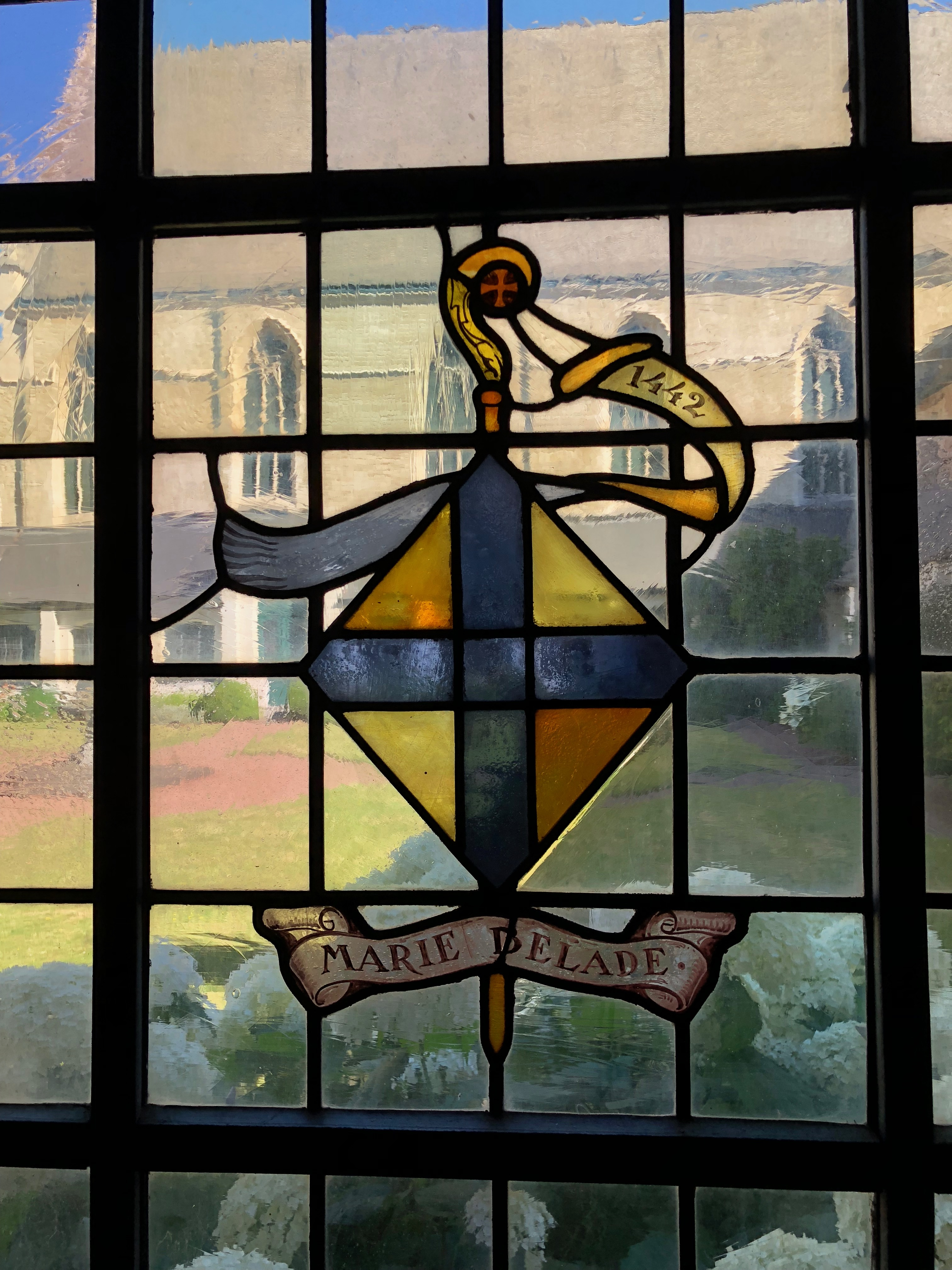
Marie Belande
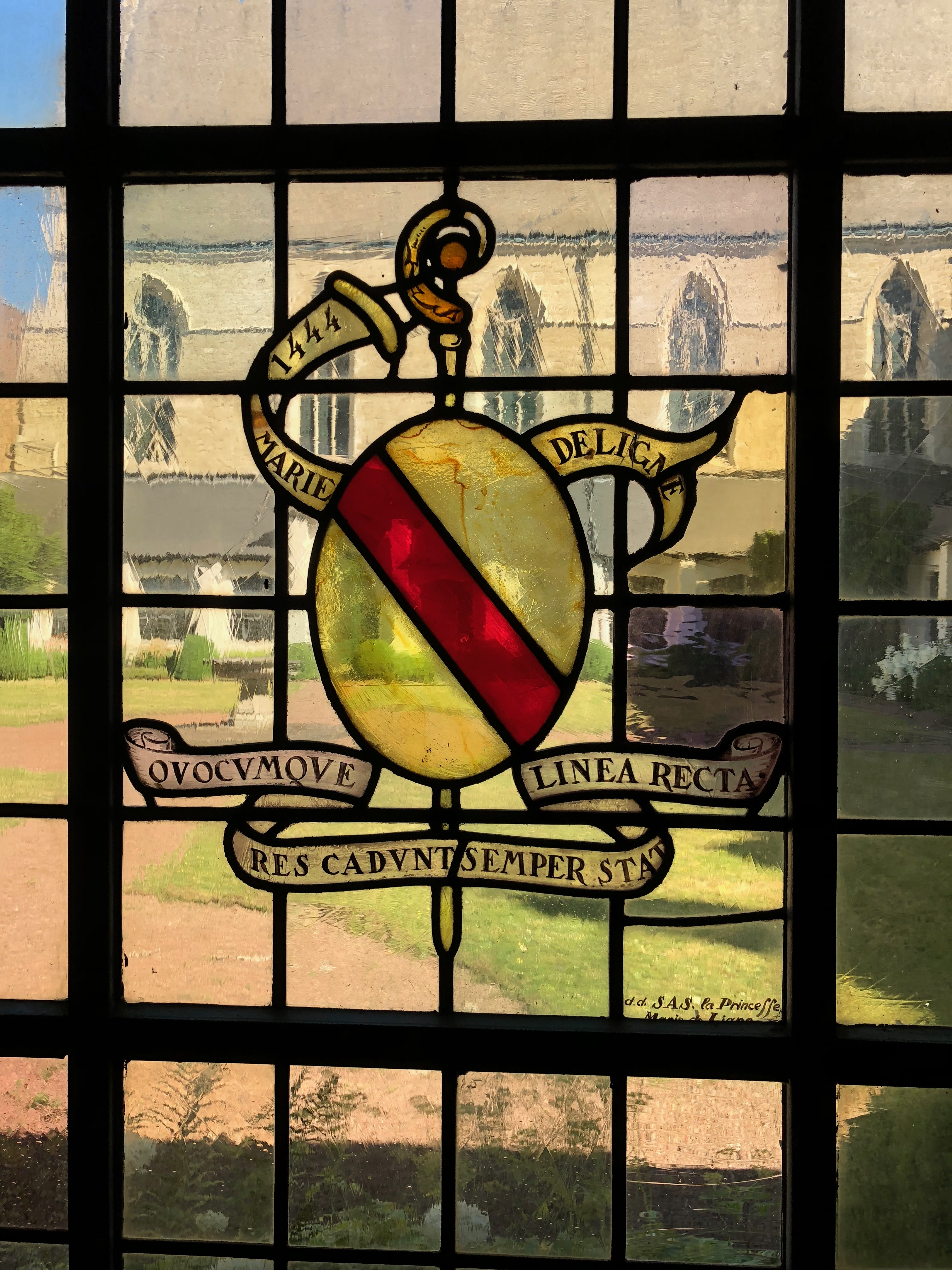
Marie de Ligne
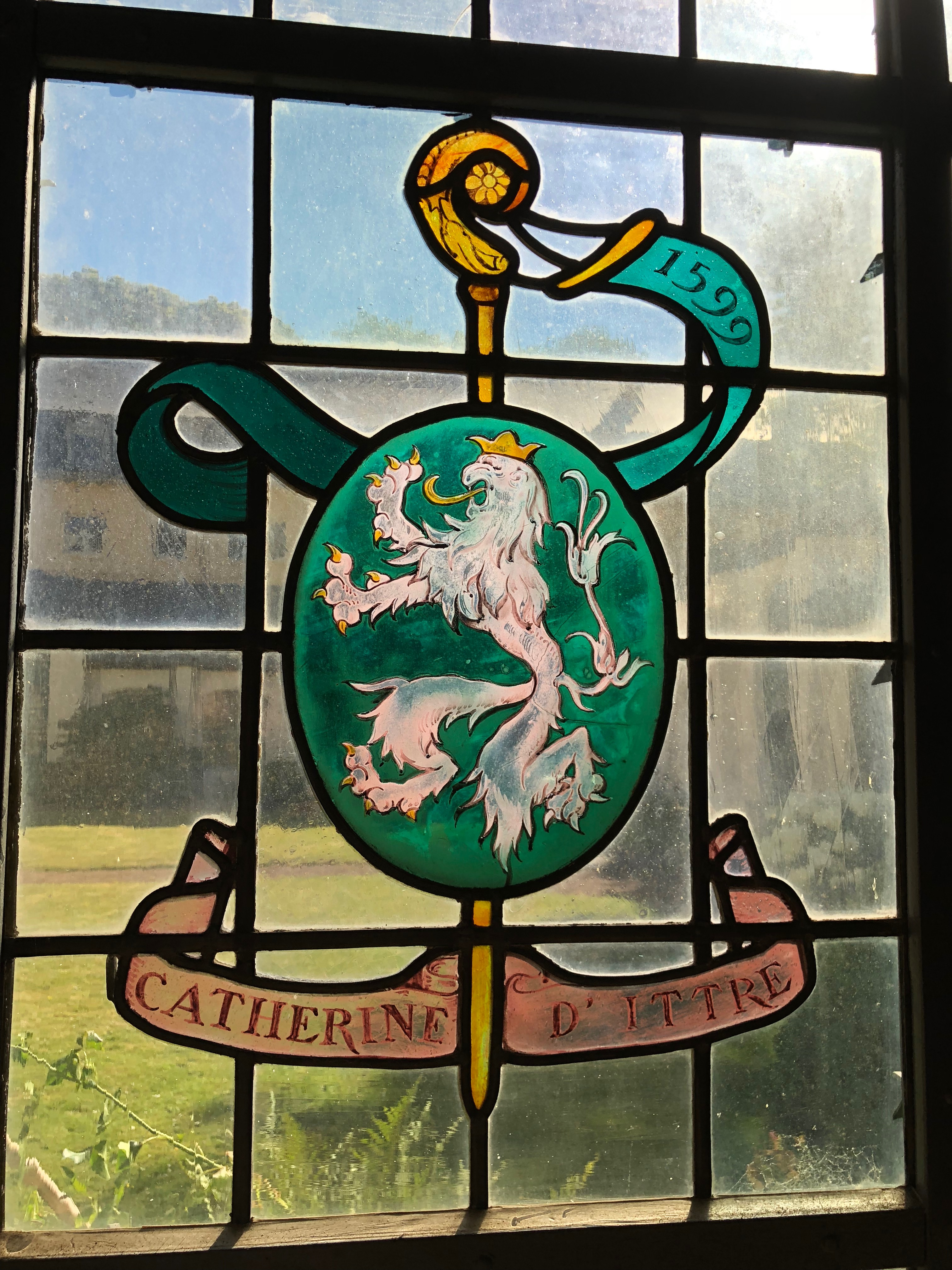
Catherine d'Ittre
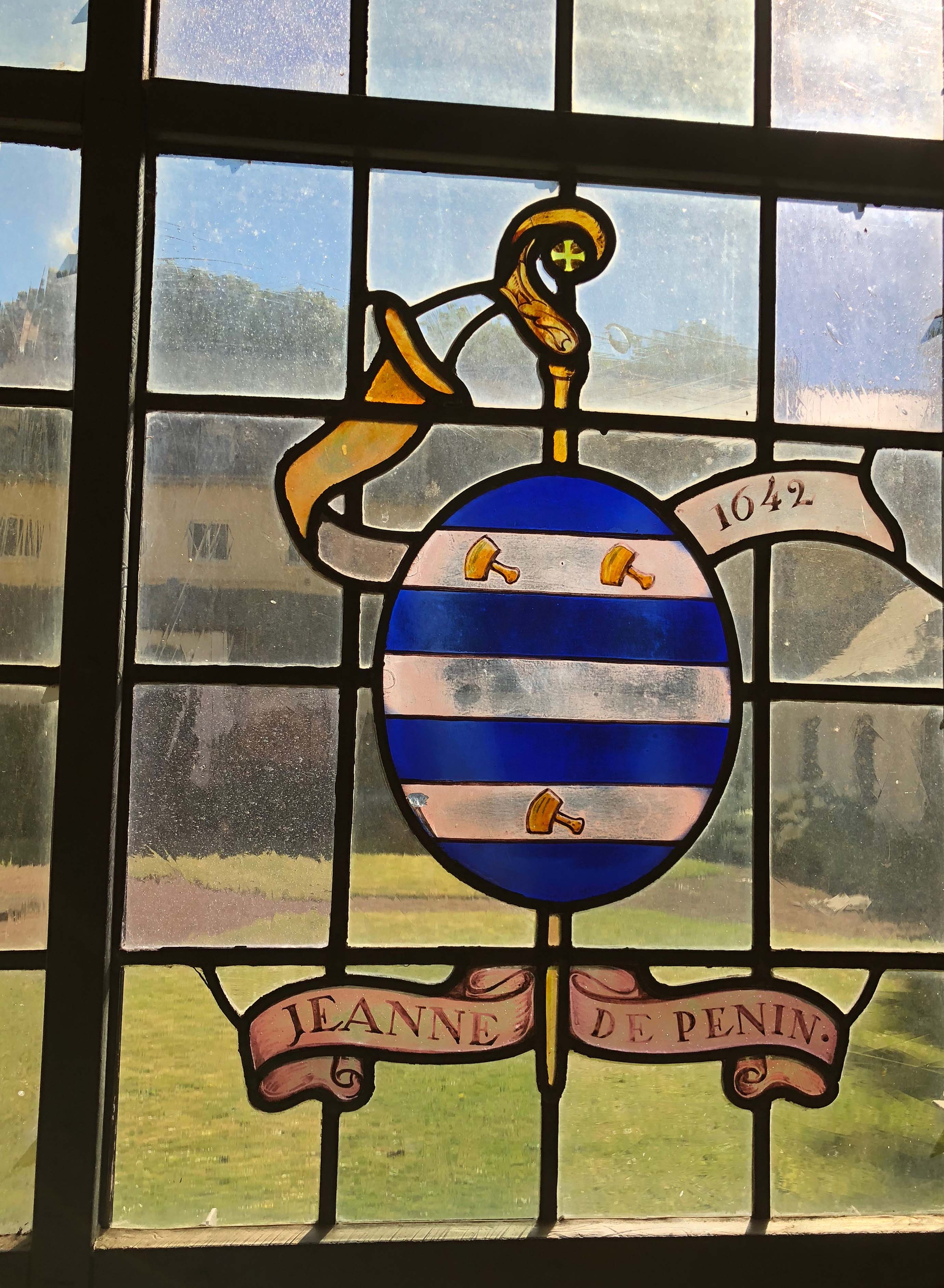
Jeanne de Penin
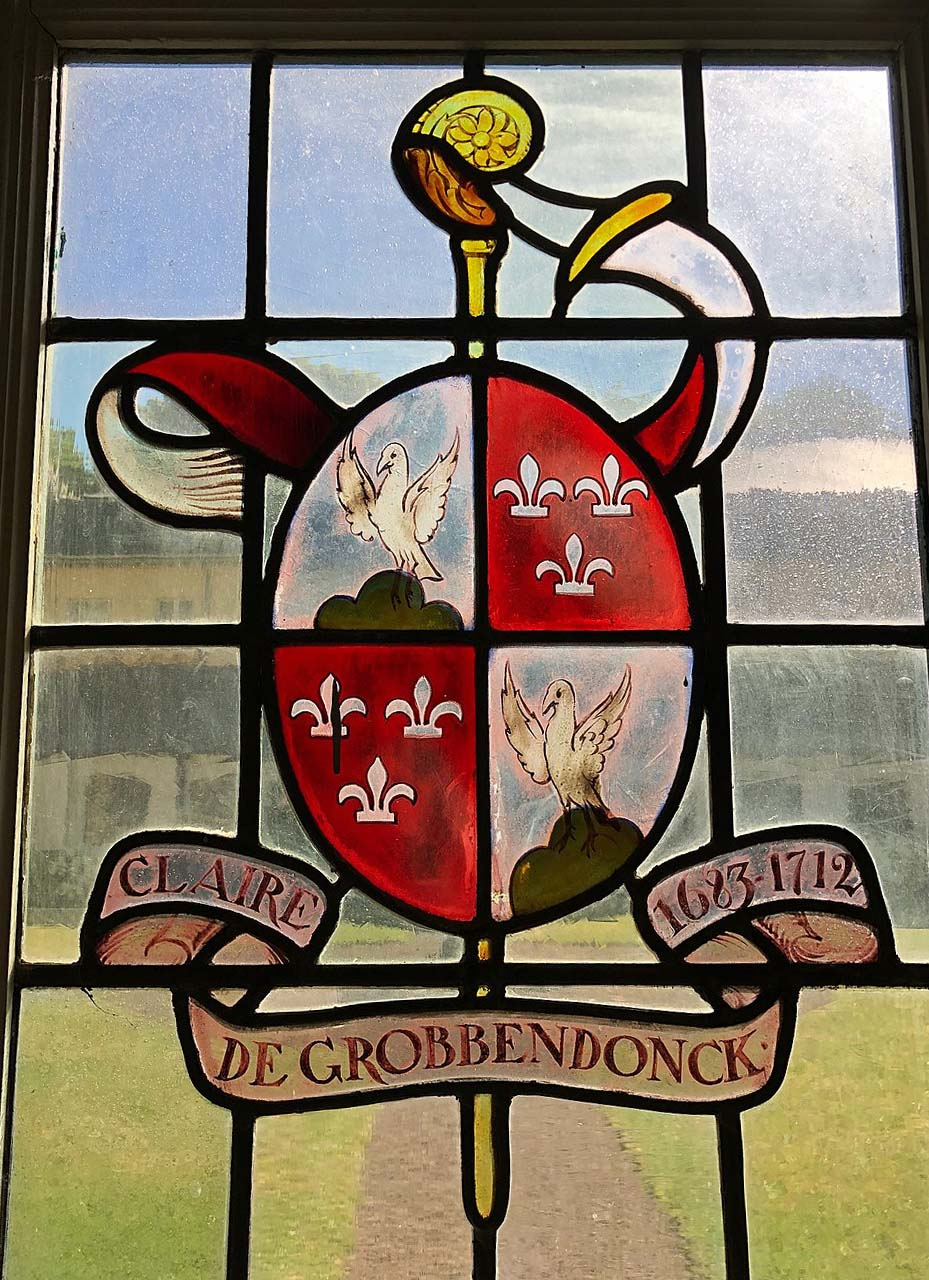
Isabelle de Grobbendonck
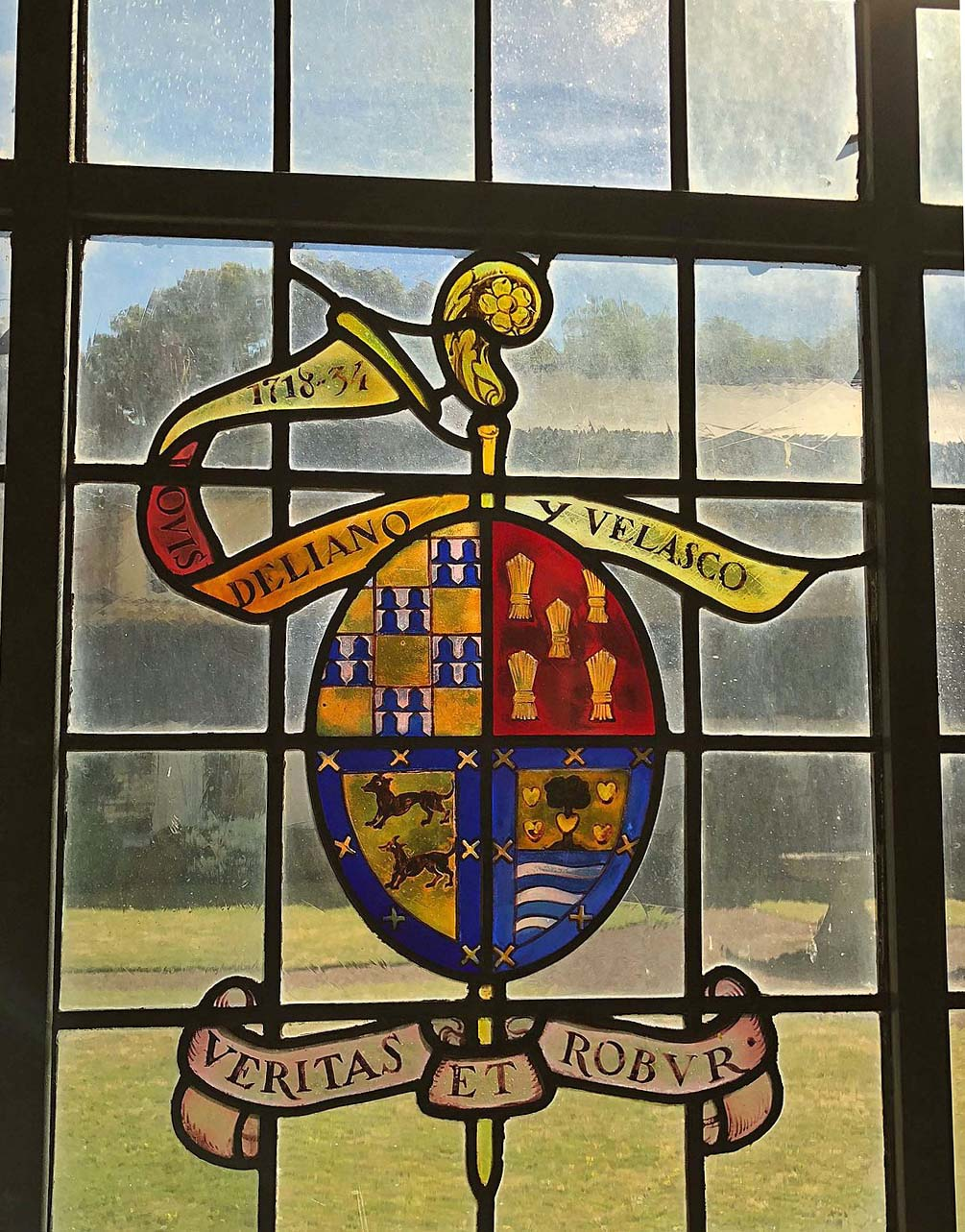
Louise Dellano y Velasco
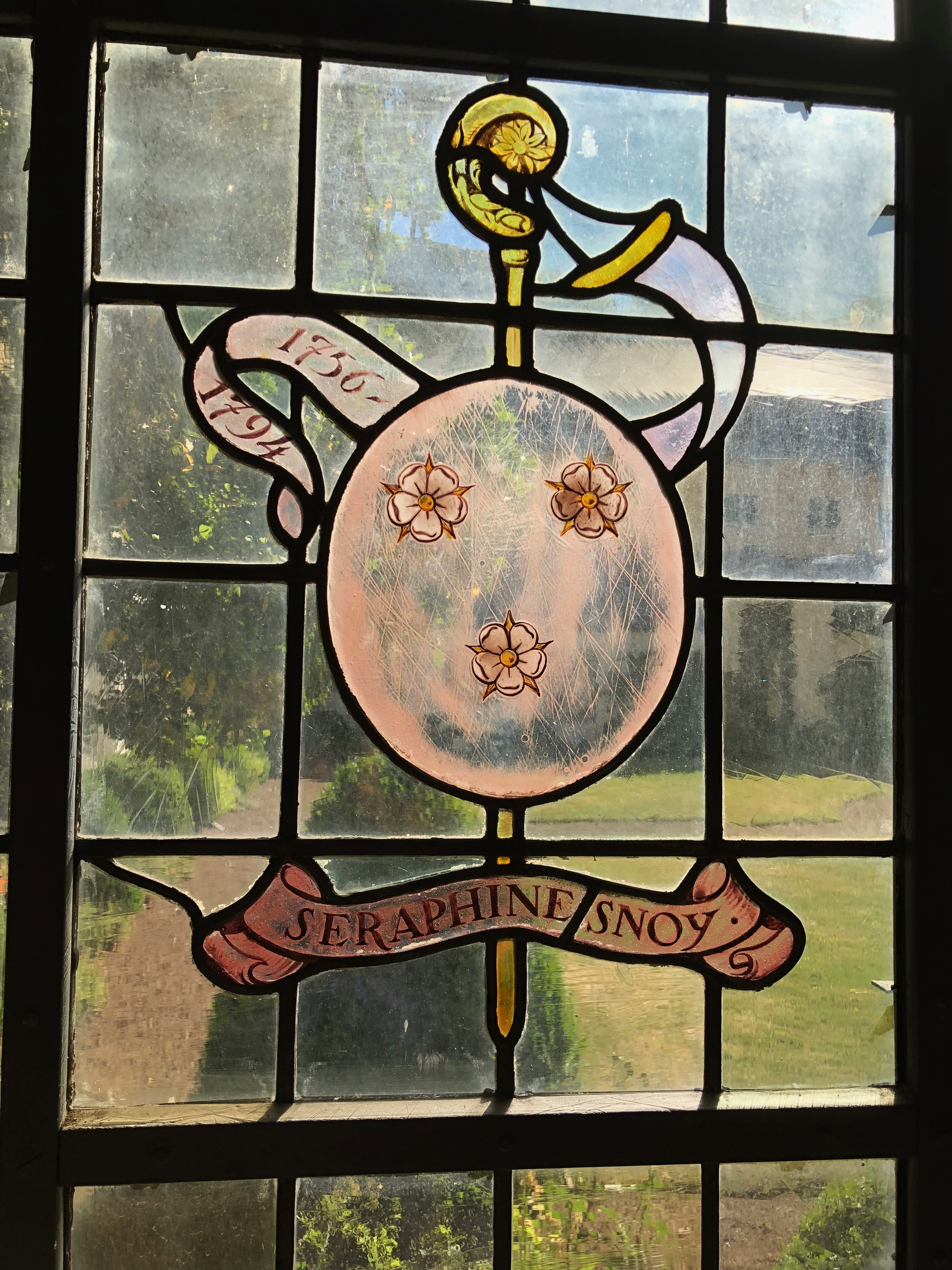
Séraphine Snoy 1756-1794

Quelques vitraux aux armes des sœurs bernardines :

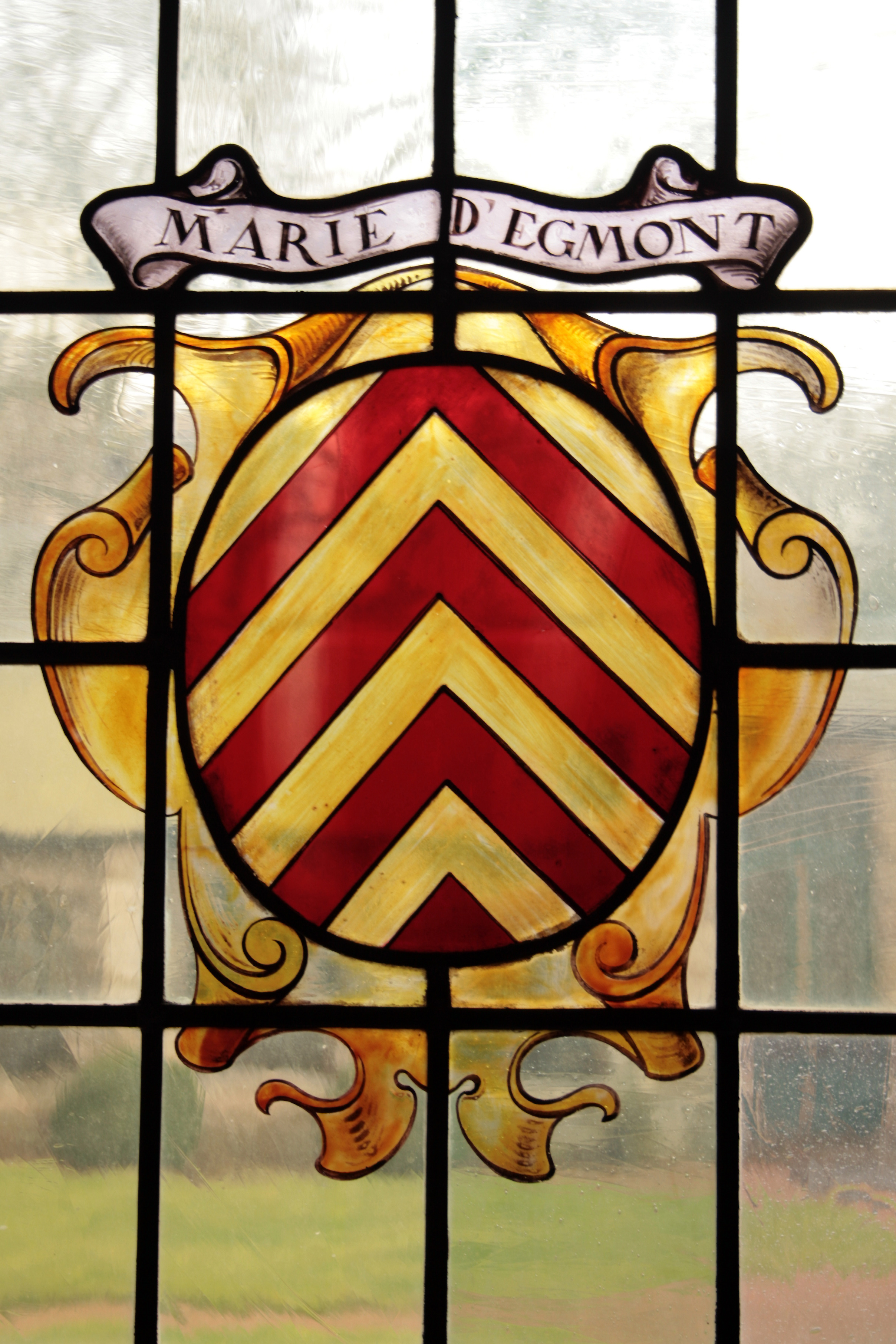
Marie d'Egmont
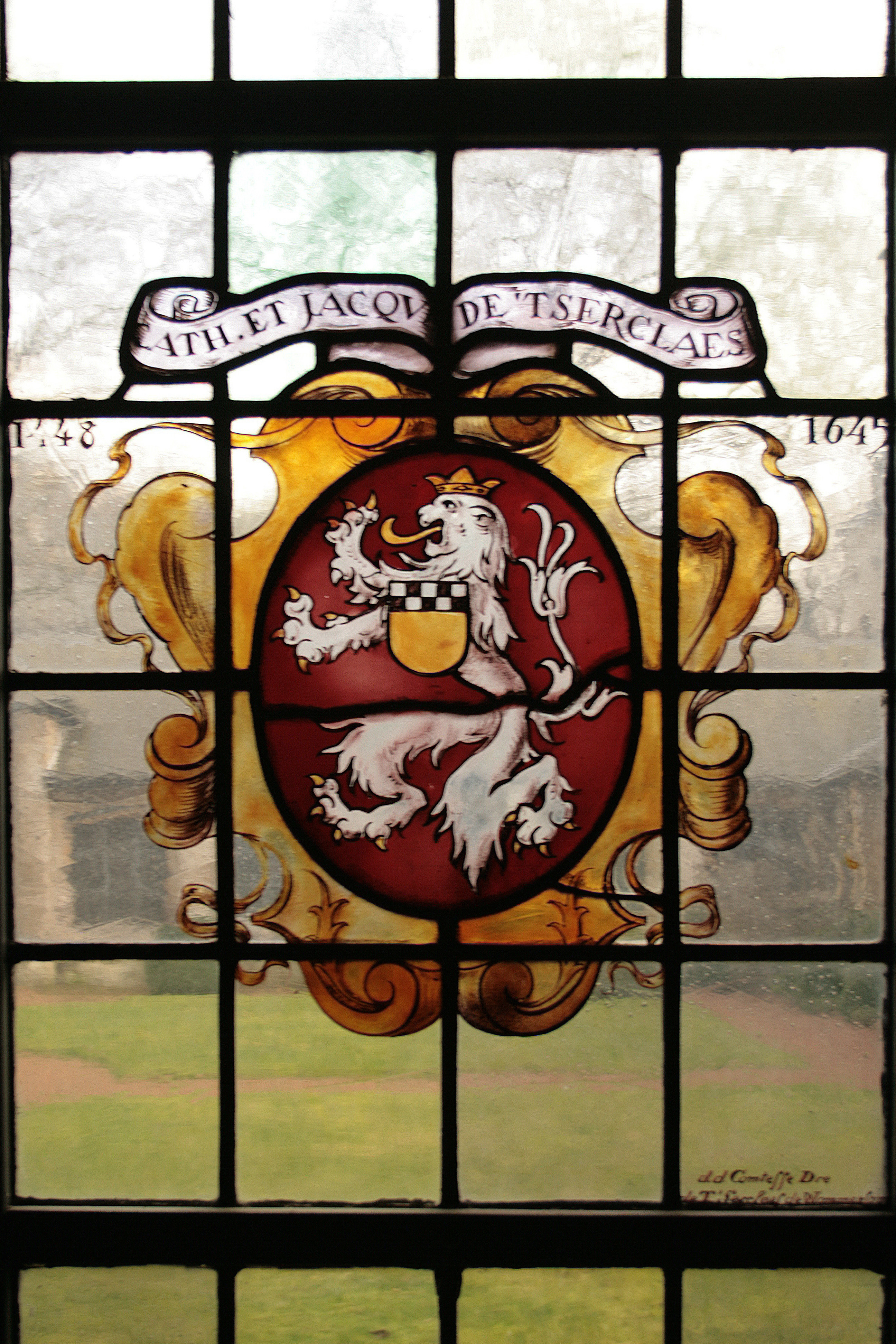
Catherine de 't Serclaes
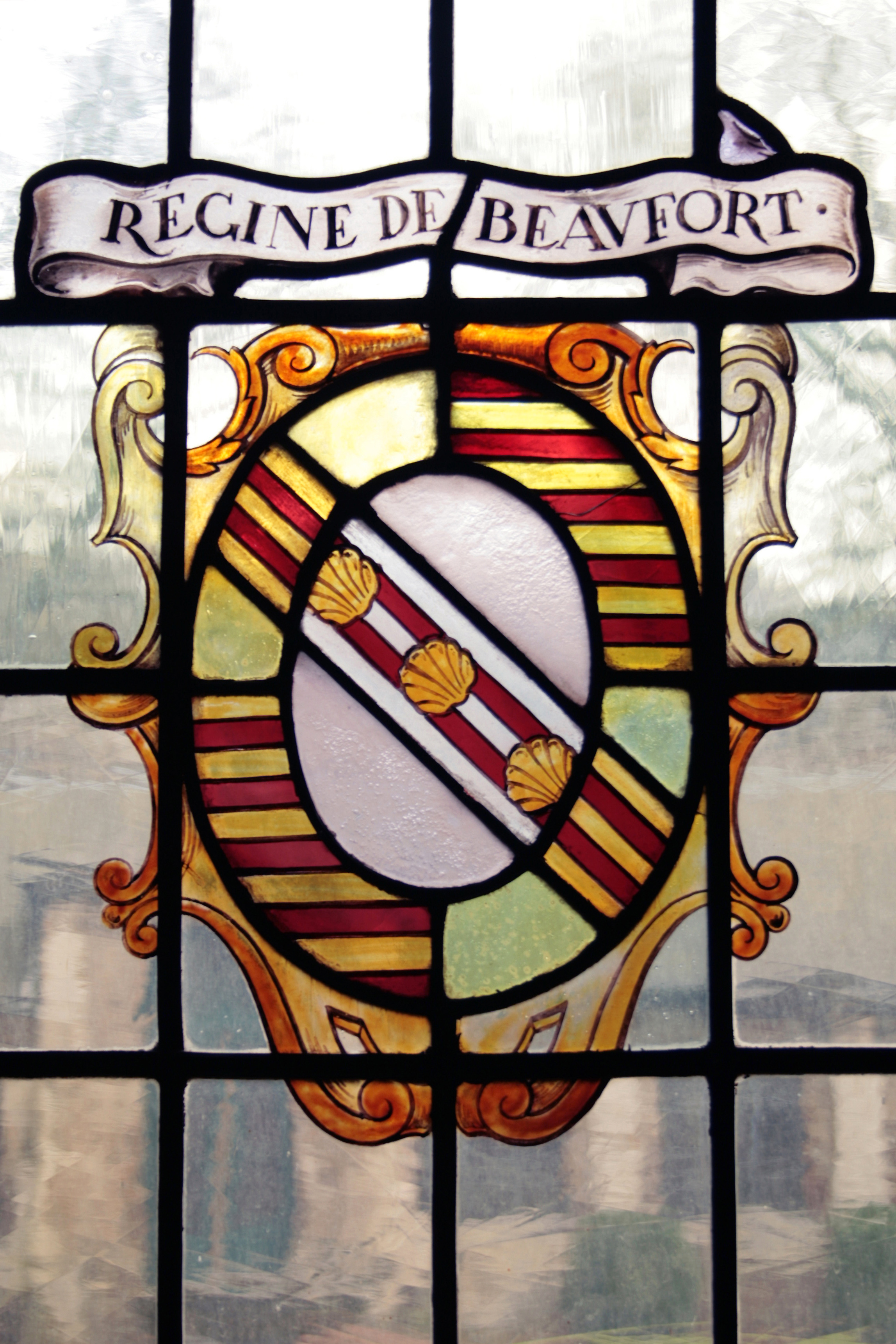
Régine de Beaufort
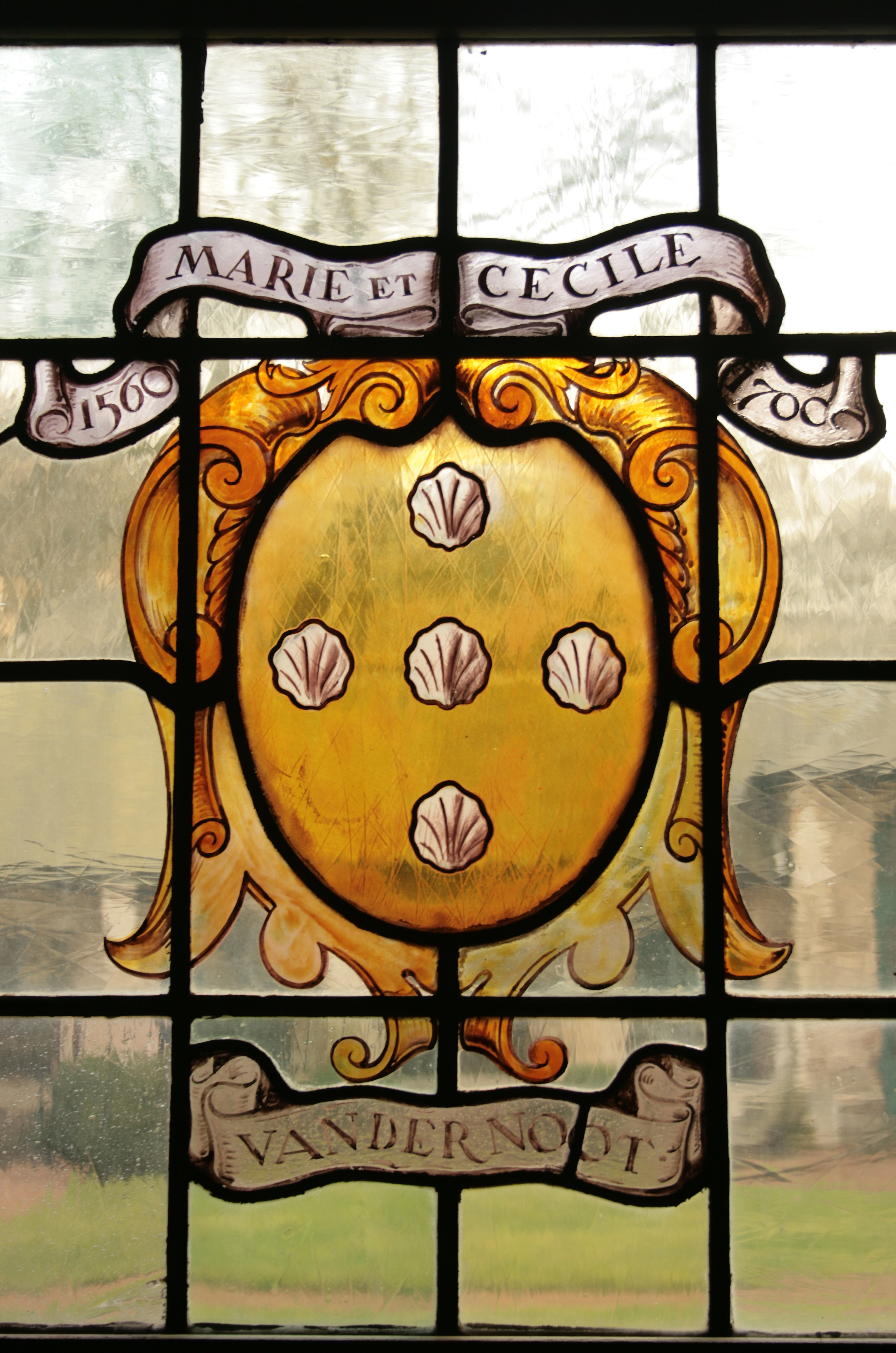
Marie et Cécile van der Noot
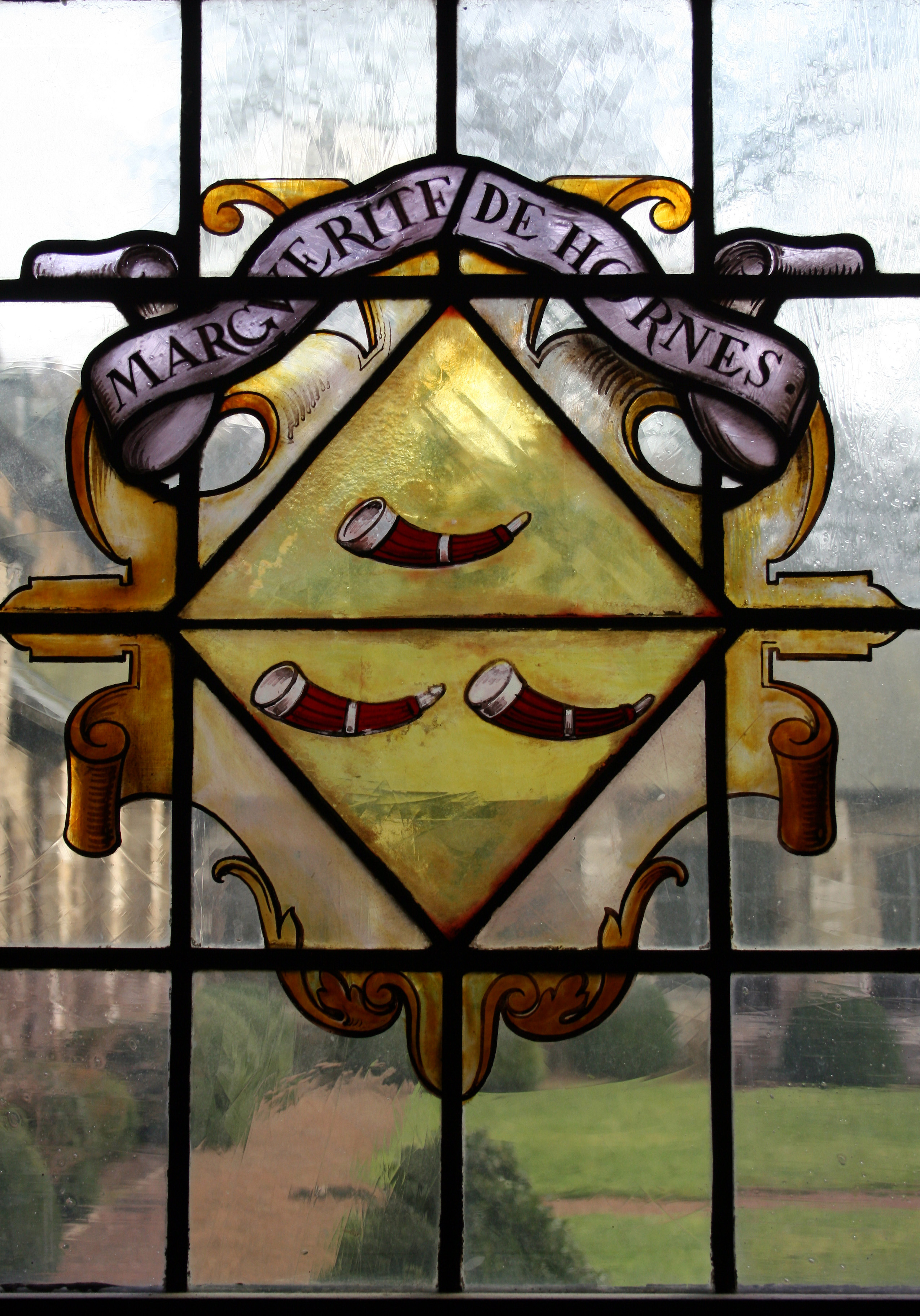
Marguerite de Hornes

À noter également que, Maxime Carton de Wiart (1875-1944), curé de l'abbaye de La Cambre, fut inhumé dans le préau, en février 1944.